# Список персонажей сериала «Сообщество»
«Сообщество» (англ. Community) — американский комедийный телесериал, созданный Дэном Хармоном и повествующий о группе студентов, проходящих обучение в вымышленном общественном колледже Гриндейла, штат Колорадо.
Звёзды шоу:
- Джоэл Макхейл — Джефф Уингер
- Джиллиан Джейкобс — Бритта Перри
- Дэнни Пуди — Эбед Надир
- Иветт-Николь Браун — Ширли Беннетт
- Элисон Бри — Энни Эдисон
- Дональд Гловер — Трой Барнс
- Чеви Чейз — Пирс Хоуторн
- Джим Раш — Крейг Пелтон
- Кен Джонг — Бен Ченг

В сериале также представлены повторяющиеся персонажи, в основном студенты или преподаватели Гриндейла.

## Главные герои
Шоу вращается вокруг жизни на кампусе и вне его семи студентов, которые связаны между собой через группу изучения испанского языка в общественном колледже Гриндейла, который они посещают.

### Джефф Уингер
Джеффри Тобиас «Джефф» Уингер (Джоэл Макхейл) — сардонический, сообразительный экс-адвокат, посещающий общественный колледж Гриндейла. Он родился в Денвере, штат Колорадо. Его родители, Уильям Уингер и Дорин Уингер-Фицджеральд, развелись, когда он был очень молод. У него есть сводный брат Уилли-младший.
Джефф когда-то был очень успешным адвокатом в юридической фирме «Хэмиш, Хэмиш и Хэмлин», основанной Тедом. На работе он часто был партнёром другого адвоката по имени Марк, и оба они были известны как «Танго и Кэш» соответственно. На протяжении более шести лет он специализировался на преступлениях несовершеннолетних и дорожно-транспортных происшествиях, а также случаях вождения в состоянии алкогольного или наркотического опьянения. В 2002 году он успешно защитил Иэна Данкана от обвинений в вождении в состоянии алкогольного опьянения, сравнив обвинителя с 11 сентября 2001 года, после чего у них завязалась дружба. После успешного дела, в котором он защищал стриптизёршу Мисти, Ассоциация адвокатов Колорадо (CBA) начала внимательно изучать его историю. Его соперник и друг Алан Коннор предал его, отправив инкриминирующее письмо в CBA, в котором рассказал, что Джефф не получал степень бакалавра в Колумбийском университете, который находится в Нью-Йорке, а получил её в университете страны Колумбия. Он заключает сделку с фирмой, чтобы его не увольняли, при условии, что он окончит существующий колледж с фактической степенью. В то время, как он раздумывает в какой колледж поступить, сидя в ресторане замороженных йогуртов, он слышит разговор, о том как легко окончить колледж Гриндейла. Вспомнив, что Иэн Данкан работает там профессором, Джефф решает поступить туда, надеясь, что Данкан поможет ему как можно скорее закончить учебу.
В пилотной серии Джефф формирует и присоединяется к группе изучения испанского языка (далее — группа), потому что его привлекает его одногруппница Бритта, которую он пытается безуспешно соблазнить. Однако к концу пилотного эпизода его выгоняют из группы. После того, как Бритта окончательно отвергает его ухаживания, Джефф начинает флиртовать с профессором статистики Мишель Слейтер, и они в конце концов начинают встречаться. До этого у него возникает сексуальное напряжение с другим членом группы, Энни, после того, как она целует его, чтобы выиграть дебаты. После того, как профессор Слейтер расстаётся с ним, Джефф имеет сексуальную связь с Бриттой в кабинете после пейнтбольной битвы (1 сезон, 23 эпизод). В конце первого сезона Бритта и профессор Слейтер соревнуются за его внимание, кульминацией чего является признание Бритты о своей любви к нему во время школьных танцев (25 эпизод). Вскоре после этого он встречает снаружи Энни, и они целуются. В начале второго сезона Бритта отказывается от своего признания в любви, заявив, что она была охвачена духом конкуренции, и он приходит к неловкому пониманию того, что он испытывает чувства и к Бритте, и к Энни. Позже в этом сезоне группа узнала, что Бритта и Джефф тайно встречались в течение года, и они оба понимают, что они не заинтересованы в продолжении отношений. Джефф и Энни борются с их романтическими импульсами друг к другу на протяжении большей части третьего сезона.
Джефф саркастичен, страдает случайными приступами рационально-актёрской социопатии и часто проявляет гораздо меньший энтузиазм к деятельности Гриндейла, чем другие члены его группы. Первоначально Джефф имеет тенденцию быть манипулятивным и пренебрежительным по отношению к группе, но постепенно проявляет всё большее уважение и признательность к другим членам группы и рассматривает их как друзей. Джеффу нравится быть на руководящих должностях, командовать и действовать как эффективный лидер. Становится очевидным, что несколько членов группы полагаются на него, хотя Пирс Хоторн, как старший мужчина и самый социопатический член группы, естественно сопротивляется и стремится оскорбить Джеффа когда может, несмотря на отсутствие остроумия, однако Джефф добивается разрядки напряжённости между ним и Пирсом (1 сезон, 2 эпизод). Другие члены также рассержены тем, что Джефф является лидером их группы, но регулярно игнорирует свои обязанности, что иногда приводит к лидерству других членов (особенно Троя). К концу третьего сезона Джефф примирил свои роли в качестве отстранённого адвоката и руководителя группы: он игнорирует угрозу своего бывшего судебного коллеги или вернуть Джеффа в фирму, или разрушить его карьеру и принимает совместное предложение Ширли и Пирса стать качестве управляющим для их нового совместного предприятия.
Из-за своего опыта работы в качестве юриста и его уверенности многие люди, в том числе декан Пелтон и сеньор Чанг, обращаются за помощью к Джеффу. За время учёбы с ним происходят разные ситуации, такие как отчисление в качестве члена команды дебатов, работа редактором школьной газеты, усилия по улучшению профессиональной и любовной жизни Ченга и др. Из-за его конкурентоспособности и превосходства, у Джеффа складываются сложные отношения с его преподавателями (например, по бильярду и керамике), что обычно заканчивается плачевно. Одной из его черт являются совершенно неопрятные волосы и тайна того, как он поддерживает их в таком виде, что декан Пелтон описывает как «хрустящие» на ощупь.
По мере продвижения шоу раскрываются его напряжённые и ненавистные чувства к отцу, который ушёл из семьи. К концу шестнадцатого эпизода второго сезона Джефф понял, что у него есть что сказать отцу, многое из чего он выговаривает Пирсу, когда нападает на него в ярости. Кроме того, в третьем эпизоде третьего сезона Пирс поднимает тему отца Джеффа, от которой тот немедленно уклоняется. В шестой серии третьего сезона Джефф даёт резкую отповедь отцу Пирса, которая провоцирует у него сердечный приступ. Пытаясь придумать тост на свадьбу Ширли, Джефф, находясь в пьяном состоянии, показывает, что его негативные взгляды на брак являются результатом неудачи брака его родителей. Финал третьего сезона (22 эпизод) показывает, что Джефф, наконец, пытается связаться с отцом. Он также признаёт, что считает себя «надломленным».
В пятом эпизоде четвёртого сезона Джефф наконец встречает своего отца (Уильям Уингер-старший), а также сводного брата (Уильям-младший Джефф). Он рассказал своим одногруппникам, что в седьмом классе он перенёс операцию на аппендицит, чтобы кто-то «заботился о нём». Он всё ещё хранит в коробке под кроватью все открытки с пожеланиями поправляться, которые он получил от своих одноклассников, потому что «это доказывает, что кто-то в какой-то момент заботился обо мне». Подразумевается, что, встретившись с отцом лично и рассказав ему, как сильно он был ранен, Джефф начал заниматься многими своими фобиями, вытекающими из ухода отца из семьи. В конце эпизода также показано, что он и его сводный брат находятся в хороших отношениях.
В финале четвёртого сезона (13 эпизод) Джефф получает степень бакалавра и, наконец, выпускается из Гриндейла.
В пятом сезоне, после выпуска Джеффа, его юридическая фирма потерпела неудачу. К нему обращается Алан, который убеждает его подать в суд на Гриндейл. В конце концов, он отказывается от иска, когда понимает, что колледж значит для людей. Он становится там учителем права и формирует Комитет по спасению Гриндейла. Ему трудно привыкать быть учителем и у него даже случается нервное расстройство на его сороковой день рождения (11 эпизод). Когда колледж продаётся «Subway», Джефф и Бритта начинают встречаться, но, как только они спасают Гриндейл, расстаются.
В шестом сезоне Джефф по-прежнему является учителем, у него проблемы с алкоголем (что включает в себя выпивание в классе), экзистенциальный кризис, на фоне понимания того, что он является членом группы с наименьшим направлением в жизни и, вероятно, будет последним из них, кто когда-либо покинет Гриндейл.

### Бритта Перри
Бритта Перри (Джиллиан Джейкобс) — политически заинтересованная и социально эмоциональная студентка Гриндейла, которая во многих случаях выступает в роли козла отпущения группы. Она родилась в Риверсайде, штат Колорадо, в семье Джорджа и Деб Перри. У неё есть старшие брат и сестра, один из которых работает с детьми с особым расстройством в больнице.
Она склонна к тщетности и лицемерности в своих действиях. Она пытается казаться прогрессивной и классной, но часто выглядит из-за этого неосведомлённой и претенциозной. Бритта обожает кошек, их у неё было несколько, включая Сьюзи Би, которая оказалась больной и сдохла, и Даниэля, у которого один глаз.
Бритта перенесла, остающуюся секретом, травму в детстве во время вечеринки по случаю дня рождения, в которой участвовал мужчина в костюме динозавра. Она решила отказаться от школы, потому что думала, что это произведёт впечатление на «Radiohead». Бросив учёбу, она начала разрушать рекламные щиты в районе, где она выросла. Во время вандализма она подружилась с близкими по духу людьми. Друзья создали небольшую группу «Вандалы анархистских билбордов». Когда группа стала больше, её выгнали с помощью демократической системы голосования. Вскоре после её ухода группа превратилась в элитную рекламную фирму. После своих неудач, Бритта присоединилась к Корпусу Мира, была моделью ног, получила отравление слезоточивым газом на демонстрации против конференции ВТО и провела длительный отпуск в Африке. Также она сформировала активистскую группу «The An-HER-Chists», но она распалась, когда другие члены устали от активности. Это побудило Бритту задуматься о том, что ей нужно что-то делать с её жизнью. Работая в ресторане замороженных йогуртов, Бритта беседует с раздражительным человеком, раздающим листовки общественного колледжа Гриндейла. Узнав, как легко в нём получить степень, Бритта решает поступить туда. В первом эпизоде третьего сезона Бритта рассказывает группе, что она решила стать специалистом в области психологии и работать над карьерой психотерапевта, что её друзья воспринимают с крайним скептицизмом.
Бритта часто является голосом разума внутри группы, но терпит издёвки со стороны других членов за её чувства и моральный кодекс. В первом сезоне нетрадиционная культура Бритты мешает ей стать типичным женским лидером. Она не всегда разбирается в повседневной женской связи, и это создаёт расстояние между ней и другими женщинами в группе, хотя они связаны. В седьмом эпизоде второго сезона Бритта, Ширли, Энни и Эбед объединяются в группу «дрянных девчонок», пока Эбед не преподаёт им урок цивилизованного поведения. В то время как её друзья не ставят под сомнение своё место в группе, они часто называют Бритту «buzzkill» (тот, кто портит настроение) и наименее «весёлый» член группы. Группа также издевается над Бриттой за вегетарианство и за произнесение слова «бейгл» с миннесотским акцентом (в переводе «Кубик в Кубе» используется слово «баранок»).
Группа продолжает настаивать на том, что «Бритта» — это глагол неудачи, и её персонаж часто плохо работает, например, в хоровом кружок, в классе и в своих бездонных выражениях политики. Во втором сезоне выяснилось, что Бритта бедна и она начала работать официанткой в закусочной, где менеджер её ненавидит, она не получает никакой помощи, и в конечном итоге её увольняют. Имелись признаки того, что у Бритты действительно есть таланты в продаже. К удивлению Ширли, Бритта организовала для неё и Андре выдающуюся свадебную церемонию, но её ошибки проистекают из поведения, которое выглядит как неестественно политическое, и это мешает Бритте идти по пути, например, к более женскому планированию свадьбы. В метапрозе шоу Эбед подводит итог характера Бритты, изображая её как робота и говоря, что люди «могут быть отстранены её пустым, манекенским лицом и её строгостью как у Джоди Фостер». Однако персонаж Бритты имеет тенденцию к серьёзности, но, при этом, и к шутовству и буффонаде.
Хотя Бритта неустанно проявляла отсутствие романтического интереса к Джеффу, она испытывала к нему сексуальные чувства. В конце концов они переспали во время продолжительного пейнтбольного матча, а позже она публично заявляет о своей любви к нему. Но позже она говорит, что это было результатом её компульсивного соперничества с альфа-самкой профессором Слейтер. Удивительно, но эта неловкая ситуация делает её популярной у женщин кампуса в начале второго года обучения, давая ей репутацию бесстрашной девушки.
Бритта и Джефф любят думать о самих себе и на самом деле, как правило, являются дистопичными родителями группы, и часто считают, что лучше знают, что лучше для их друзей. Эта динамика их взаимоотношений изучается в нескольких эпизодах, кульминацией которой является их осознание в 21-й день рождения Троя (2 сезон, 10 эпизод), когда они понимают, что так же глупы, как и он. Позднее (2 сезон, 21 эпизод) Эбед раскрывает, что Бритта и Джефф секретно встречались на протяжении второго сезона. Бритта и Джефф начинают встречаться, когда колледж продаётся «Subway» (5 сезон, 12 эпизод), но, как только они спасают Гриндейл, расстаются.
В третьем сезоне между Бриттой и Троем начинает появляться притяжение. В 15-м эпизоде 3-го сезона замаскированный Трой пишет «что-то приятное» Бритте, пытаясь положить конец её интересам к бывшему парню. Мы видим её улыбающуюся, когда она обнаруживает, что это сообщение от Троя. В следующем эпизоде Энни устраивает ему сватовство, и они идут на неофициальное свидание. В первом эпизоде четвёртого сезона выясняется, что Бритта и Трой начали встречаться, но они расстались в 11-м эпизоде.
В пятом сезоне Бритта покидает Гриндейл и становится барменом, но позже снова зачисляется с новой попыткой стать психологом. Однако позже (5 сезон, 12 эпизод) она признаётся, что знает, что у неё очень мало шансов достичь этой цели.

### Эбед Надир
Эбед Губи Надир (Дэнни Пуди) — молодой, эмоционально сдержанный, палестинско-американский любитель поп-культуры, который стремится стать режиссёром и в настоящее время посещает курсы режиссуры в Гриндейле. Журнал «Paste» поставил его на первое место в списке 20 лучших персонажей 2011 года, описав его как «эмоциональный центр шоу» и что «его одержимость поп-культурой и выходки с приятелем Троем стали для некоторых лучшими моментами шоу».
Эбед Надир — выпускник общественного колледжа Гриндейл. У Эбеда была тяжёлая жизнь, из-за ограниченности его родителей. Между ними произошла социальная раздробленность, поскольку отец Эбеда — палестинец из Газы, а его мама — американка из Польши. У Эбеда также есть неизвестное психическое расстройство, из-за которого ему трудно постигать отдельных людей. Его мама ушла из семьи, когда ему было 6 лет и отец винит его за это. Это разъединило их и привело к тому, что Эбед стал отстраняться, погрузившись в американскую популярную культуру. Отец позволил ему поступить в общественный колледж Гриндейла, чтобы он мог посещать занятия, которые позволили бы Эбеду однажды взять под контроль киоск фалафеля своего отца. Первоначальный план Эбеда в Гриндейле состоял в том, чтобы посещать бизнес-классы, чтобы в конечном итоге помочь отцу управлять киоском фалафеля, но это стало его резервным планом, когда Бритта вдохновила его на осуществление своей истинной страсти. Хотя у Эбеда есть эмоции и симпатия к своим друзьям, он очень аналитичен и говорит довольно отстранёно и безэмоционально. Он также имеет явную прямолинейность и часто контекстуализирует ситуации с помощью отсылок к поп-культуре, что заставляет многих подозревать, что у него синдром Аспергера. Джефф открыто говорит ему «у тебя Аспергер» во время первого собрания исследовательской группы, которое другие считают оскорбительным, но Эбед отвечает: «Что это?» с замешательством, видимо, никогда не слыша об этом термине. Упоминания об аутизме Эбеда считаются запретными в исследовательской группе. Хотя Эбед демонстрирует многие из классических признаков Аспергера на протяжении всего шоу, он, очевидно, никогда не подчиняется формальному диагнозу. Эбед даже комментирует эту возможность (3 сезон, 10 эпизод) во время исполнения рэпа с Троем, когда он произносит «По спектру? Не твоё дело…». Его матери, в конечном итоге, так надоело его нетипичное поведение (из-за его не выявленного неврологического состояния), что она ушла из семьи. Эбед много об этом не говорит, но его кинопроект в первом сезоне показал, что это сильно повлияло на него. Эбед действительно заботится о своём отце, но часто конфликтует с ним, хотя Эбед обвинял себя в том, что его мать ушла, и чувствовал глубокую вину за боль, которую её отъезд вызвал у отца.
Эбед обычно служит самоосознающим мостом между миром сериала и миром зрителя. Несмотря на его прямолинейность и самосознание, он также имеет счастливую, невинную и милую натуру. Из-за этого Эбед, как правило, всеми любим, особенно его лучшим другом Троем. Эбед также обладает многими скрытными талантами, такими как спортивность и скоординированность. Он также компетентен в привлечении как женщин, так и мужчин. В конце пятого эпизода третьего сезона выясняется, что Эбед — единственный здравомыслящий член исследовательской группы, согласно ряду психологических тестов, которые они все прошли.
Эбед собирает информацию о персонажах и сюжетных линиях, сравнивая их с различными телевизионными шоу и фильмами. Он ссылается на их жизнь по отношению к шоу, комментируя динамику персонажей вместе и их сюжетные линии. Иногда он может точно предсказать, что они будут делать в данный момент. Этот мета-дар, иногда в сочетании с его способностью олицетворять других персонажей, позволяет ему побуждать своих друзей разыгрывать их умственный багаж. Хотя это и остаётся двусмысленным, некоторые из комментариев Эбеда предполагают, что он может осознавать, что он персонаж в телевизионном шоу, особенно в восьмом эпизоде второго сезона, когда он описывает событие, которое разворачивается в учебном зале, как «бутылочный эпизод». Однако он также охарактеризовал свою любовь к телешоу как вытекающую из их предсказуемой природы — у них есть правила, которые определяют, что может и не может произойти и когда, и поэтому использует телевидение в качестве руководства для понимания того, как он должен вести себя в данной ситуации. Указывая на сходство с «бутылочным эпизодом», он может просто искать ориентир, чтобы понять, как ведут себя его друзья и почему.
Эбед и Трой поддерживают уникально близкую дружбу. Заключительные сцены после титров — это обычно короткая пародия или шутка этой парочки. В конце первого сезона Эбед обидел Троя, дав понять, что не хочет, чтобы они стали соседями по общежитию, но позже он объяснил, что не хочет разрушать их близкую дружбу из-за постоянной близости их совместной жизни. Во время шестого эпизода второго сезона, когда колледж наводнён зомби, Эбед жертвует собой, чтобы спасти Троя, побуждая того признаться в любви к своему лучшему другу. К третьему сезону Эбед и Трой стали соседями по комнате с Энни в квартире № 303.
Семейное положение Эбеда на протяжении многих лет было довольно сложным. Его родители развелись, когда он был очень молодым, и долгое время Эбед обвинял в этом себя и свою неврологическую дивергенцию. Его мать замужем и имеет свою семью. Отец Эбеда, Губи Надир (которого играет Икбал Теба), живёт в непосредственной близости от Гриндейла, и до тех пор, пока Эбед не переехал в квартиру № 303 во время первого года обучения в Гриндейле, Эбед жил со своим отцом в течение лета. Согласно разговорам Эбеда и его отца, большая часть его семьи живёт на Ближнем Востоке или в Польше.
В пятом сезоне Эбед покидает Гриндейл и пытается стать режиссёром. Он возвращается, чтобы научиться работать с реальными людьми. Когда его лучший друг Трой уходит (5 сезон, 5 эпизод), Эбед занимается проблемами изоляции и имеет проблемы с людьми, понимающими его в течение остальной части сезона. Он становится партнёром в съёмках фильма профессора Базза Хикки (5 сезон, 12 эпизод) и медленно учится работать с другими людьми. Он стал гораздо более гуманным персонажем в течение сезона.
В шестом сезоне Эбед сближается с Энни и Бриттой (последняя из которых переезжает в его квартиру) и работает над несколькими кинопроектами, включая документальный фильм о свадьбе Гарретта, который, как он утверждает, делает, потому что это «расслабляет [его]». В конце сезона он переезжает в Лос-Анджелес, чтобы быть помощником в кинопроизводстве.

### Ширли Беннетт
Ширли Беннетт, урождённая Эдвардс (Иветт-Николь Браун) — является матерью троих детей, которая посещает общественный колледж Гриндейл. В Гриндейле Ширли посещает занятия, которые позволят ей продавать свою выпечку, в частности её знаменитые брауни. Она гордится тем, что является афроамериканкой и женщиной, но ценит, что её не определяют эти характеристики. Ширли — набожная христианка и имеет очень милые, женственные и материнские манеры, но также страдает от слегка завуалированных проблем ярости — её муж изменял ей, у неё алкогольное прошлое, а также проблемы религиозной терпимости. Она очень дружелюбна со всеми, но иногда ей трудно заниматься своими делами или хранить секреты, и она навязчиво сплетничает.
Жизнь Ширли изменилась, когда она отвела свою семью в торговый центр. Пока она ела с мужем Андре в ресторане, её отвлекли дети, которым злобный киноман (которым оказался Эбед) сказал не смотреть «Звёздные войны. Эпизод I: Скрытая угроза». Пока её не было, Андре встретил стриптизёршу по имени Мисти, с которой у него в итоге завязался роман. Когда она обнаружила это, её брак закончился разводом, она впала в глубокую депрессию и начала злоупотреблять алкоголем. Во время посещения ресторана замороженных йогуртов она прочитала рекламу общественного колледжа Гриндейл и решила изменить свою жизнь. Затем она решила получить диплом юриста в области бизнеса, чтобы открыть свою собственную компанию.
Непрекращающийся сюжетный приём — это трудность Ширли терпеть верования многочисленных нехристианских членов группы. Например, Ширли тайно пыталась крестить Энни, которая является еврейкой и не оценила эту попытку. Несмотря на то, что религиозная пропасть между Ширли и всеми остальными в группе сохраняется, она обычно игнорирует эту разницу и относится к другим членам как к людям, с которыми ей просто нравится дружить.
Во втором сезоне (6 эпизод) Ширли и Ченг занимаются сексом после того, как оба расстроены тем, как неправильно понимают их костюмы (она — Добрая волшебница Глинда, а не Мисс Пигги, а он Пегги Флеминг, а не Кристи Ямагучи или Мишель Кван). В то время Ширли была в разводе, а позже воссоединилась со своим бывшим мужем, прежде чем узнала, что беременна. В 12 эпизоде беременность Ширли подтверждается, и благодаря сообщению, оставленному в голосовой почте Троя, предполагается, что Ченг является биологическим отцом. Ширли находит такую возможность отталкивающей из-за девиации и слегка злобного безумия Ченга. Тем не менее, помимо сообщения на голосовую почту, которое Ченг отправил Трою во время хэллоуиновского эпизода, никто не помнит этот инцидент из-за того, что армия стёрла их память с помощью флунитразепама. Ребёнок родился во время того, что должно было стать финальным экзаменом по антропологии (22 эпизод), и Ширли с облегчением обнаружила, что это ребёнок её мужа. Милостиво, она решает назвать сына Бен в честь Ченга.
Во время третьего сезона (11 эпизод) Андре просит Ширли вступить в повторный брак с ним и вернуть их семью обратно. Во время их свадебной репетиции у них есть небольшой спор о том, останется ли Ширли дома, чтобы Андре мог заниматься своим стерео бизнесом или продолжит преследовать свою мечту стать предпринимателем. Андре принимает её изменения в образе жизни и обещает быть рядом с ней во время её учёбы. После того, как они «неофициально» обмениваются клятвами во время своих извинений друг перед другом, проповедник просто объявляет их женатыми. На самом деле, Ширли использует голос Мисс Пигги, когда пытается быть сексуальной, а Андре находит это возбуждающим.
После того, как «Hawthorne Wipes» увольняет Пирса, он пытается открыть кафе сэндвичей в кампусе вместе с Ширли. Вместо этого помещение для кафе сдано в аренду «Subway», поэтому Пирс и Ширли работают вместе, чтобы саботировать сетевой ресторан. Ширли произносит речь, осуждающую ресторан «Subway», и он разрушается в ходе последовавшего бунта (19 эпизод). После чего, декан Пелтон предлагает место Ширли и Пирсу, но поскольку есть только одно место для подписи, Пирс и Ширли подают иск на права на кафе сэндвичей. После вдохновляющей речи Уингера, Пирс и Ширли соглашаются совместно владеть кафе, заставив Джеффа подписать бумаги, и она добивается своей мечты об открытии собственного бизнеса. Кафе получило название «Сэндвичи Ширли».
В пятом сезоне выясняется, что Андре снова уходит от Ширли, забрав детей с собой, потому что она тратила слишком много времени и денег на своё кафе. Она возвращается в Гриндейл, чтобы стать настоящим предпринимателем, но отчисляется в начале шестого сезона, чтобы позаботиться о своём больном отце.

### Энни Эдисон
Энни Эдисон (Элисон Бри) — родилась в декабре 1990 года, прилежная еврейка, студентка пятого курса, которая окончила колледж Гриндейл, а затем снова поступила на специальность криминалистика, следуя за своей мечтой. В старших классах Энни была застенчивой, занудной ученицей, отчаянно желавшей добиться успеха, впоследствии у неё возникла зависимость от аддералла. Она была знакома с Троем Барнсом, который был популярным спортсменом в её школе, и запала на него. Они оба присутствовали на вечеринке, где награждали отличников школы. Когда Трой вместо Энни получил награду за «Наибольшие шансы на успех», и когда он не смог узнать её, когда она на него кричала, она расстроилась и с разбегу врезалась в закрытую стеклянную дверь. Её стресс, наконец, вызвал полный нервный срыв, который привёл к тому, что она выпрыгнула в окно с криком «Все — роботы!». Её травмы потребовали шести отдельных реконструктивных операций. Вопреки желаниям своей матери, она решила противостоять своей зависимости и пойти на реабилитацию. Это привело к отчуждению семьи, включая любую финансовую поддержку, и в настоящее время она выживает на свои сбережения, накопленные в детстве. Во втором сезоне группа узнаёт, что она живёт в ужасном районе (в квартире, расположенной над «Дилдополисом», круглосуточным секс-шопом), и Трой с Эбедом приглашают её переехать к ним в третьем сезоне.
Во время посещения реабилитации она зашла в ресторан замороженных йогуртов, где увидела рекламу Гриндейла и решила поступить в общественный колледж. Между окончанием реабилитации и поступлением в Гриндейл она перестала выглядеть как гик, начала менять причёски и одеваться более модно.
Несмотря на то, что Энни самая молодая из группы, она, безусловно, самая старательная и серьёзная. Например, она — единственная студентка в Гриндейле, которая когда-либо пользовалась программой дополнительных кредитов, которую предлагает колледж, организовав вечеринку в честь праздника День мёртвых. Когда она вынуждена покинуть группу испанского языка из-за саботажа, группа узнает, что она — единственный человек, который действительно знает, как учиться. Она также делает аудиозаписи каждого урока и транскрибирует их, побуждая Пирса воскликнуть и неправильно использовать термин «предупреждение о спойлере». Она очень сосредоточена на оценках, школьных мероприятиях и сплочённости группы. Жизнерадостная девушка, полная энтузиазма, когда дело доходит до помощи колледжу, как для газеты, так и для участия в дискуссиях, а также для организации мероприятий. Юношеская невинность Энни часто, но не всегда, означает, что она меньше вовлечена в менее нравственно чистые практики группы, хотя ей искренне нравится проводить с ними время. Она пытается мотивировать и манипулировать другими членами учебной группы с чувством вины, используя своё «диснеевское лицо». Она воспринимает сплочённость группы более серьёзно, чем другие члены, и, пытаясь заставить группу пересмотреть уроки испанского, увольняет сеньора Ченга за поддельную степень (1 сезон, 24 эпизод).
Энни время от времени выбирает свои собственные интересы, чтобы не трогать группу, в первую очередь встречаясь с бывшим парнем Бритты Воном и (временно) решая покинуть Гриндейл и группу, чтобы последовать за Воном в другой колледж, а затем решает исключить Джеффа из группы. Её несколько незаконная девичая сексуальность используется, чтобы заманить Джеффа в клуб веселья. Тем не менее, случаи с личными интересами служат только для напряжённости сюжета и учебная группа остаётся нетронутой. Энни тосковала по Трою, в которого она была влюблена со времён школы, но это прекращается, когда она начинает встречаться с Воном. В конце первого сезона создаётся впечатление, что у Энни сложилась романтическая динамика с Джеффом, которого она поцеловала, чтобы выиграть конкурс дебатов и в конце сезона. Хотя она всё ещё интересуется Джеффом в начале второго сезона, он более сдержан, и после того, как группа узнаёт, что он занимался сексом с Бриттой во время пейнтбольного эпизода, Энни называет его «похабником». Позже (12 эпизод) Энни рассказывает о докторе Риче Стивенсоне, другом студенте Гриндейла, который ей нравится. Джефф кажется ревнивым, но отказывается признать это, однако Рич отклоняет отношения с Энни из-за разницы в возрасте. Были признаки того, что Энни всё ещё может питать чувства к Джеффу, и было высказано предположение, что он может чувствовать себя так же. Однако позже (16 эпизод) показано, что Энни приходит к соглашению с тем, как именно она относится к Джеффу, когда Эбед манипулирует ею из-за её явных чувств к нему. Из этого опыта Энни узнаёт то, как она реагирует на свои чувства к Джеффу, поверхностно и несущественно. Она также лучше понимает Эбеда.
В пятом сезоне Энни стала продавцом в фармацевтической компании и возвращается в Гриндейл, чтобы добиться лучших результатов в своей жизни. Она становится лидером комитета спасения Гриндейла. В конце шестого сезона она проходит стажировку в ФБР.

### Трой Барнс
Трой Барнс (Дональд Гловер) — родился 4 декабря 1989 года, в прошлом звезда футбола в старшей школе и студент колледжа Гриндейл. Трой родился и вырос в Гриндейле, штат Колорадо, и воспитан как Свидетель Иеговы. В пятом классе он провёл два года. Позже он сделал себе имя как лучший квотербек своей футбольной команды, а также был королём выпускного. Среди его многочисленных поклонников в школе была будущая одногруппница в Гриндейле, Энни Эдисон. Статус Троя в школе Риверсайд Хай побудил его носить свою спортивную куртку в течение нескольких дней после его зачисления в Гриндейл. Джефф быстро предположил, что это признак незащищённости Троя. Он также боится тарантулов, крыс, многоножек, озёр (1 сезон, 10 эпизод) и автоматических туалетов (19 эпизод). Он получил травму во время сальто с пивной кеги в старшей школе, что стоило ему футбольной стипендии. Как он рассказал позже, травма, которую он получил, была намеренной, потому что он не мог выдержать давление скаутов из престижных университетов. Сейчас он играет на позиции квотербека за «Неатлетических людей Гриндейла», говоря, что он предпочёл бы играть в футбол для развлечения.
В первом сезоне Трой сразу же становится лучшими друзьями с Эбедом, который подкармливает и разделяет странное и заразительное чувство юмора Троя. Они проводят большую часть своего времени в Гриндейле вместе, и многие эпизоды заканчиваются их комедийными скетчами после титров. Поскольку эти двое тусуются в течение первых двух сезонов, Трой всё больше отказывается от своей личности крутого парня и принимает идею быть нёрдом. Любовь Троя к Эбеду настолько сильна, что он бросает привлекательную библиотекаршу сразу после того, как она называет Эбеда странным. Он скрыто волнуется и ревнует, боясь, что Джефф и Эбед станут лучшими друзьями, когда Джефф устроил тематическую вечеринку по случаю дня рождения Эбеда, посвящённую фильму «Криминальное чтиво», и купил ему чемодан-реплику из фильма. В то время как их связь была почти разрушена во время «войны подушек и одеял» (3 сезон, 14 эпизод), быстрое размышление Джеффа и воображаемые «дружеские шляпы» в конечном итоге спасли их дружбу, хотя также стало ясно, что существуют серьёзные и глубокие разногласия между Троем и Эбедом.
Вместо того, чтобы быть соседом по комнате Эбеда на втором курсе, Трой решает жить в особняке Пирса (1 сезон, 25 эпизод). Живя с ним этим летом, Трой регистрирует аккаунт в Твиттере, документируя непреднамеренно смешные и ужасные высказывания Пирса под ником «старый белый мужчина говорит», на что Пирс изначально разозлился, но позже обнял его после того, как узнал, что у него 600 000 подписчиков. Из-за того, что Пирс принадлежит старой школе, он имеет гомогенизирующие проблемы расизма, поэтому Трою сначала приходиться объяснять ему, что Ширли не его мать, а позже, что она не его кузина.
Сначала не обращая внимания на романтический интерес Энни к нему, позже Трой делает несколько попыток ухаживать за ней, но терпит неудачу (1 сезон, 15 эпизод). Во втором сезоне намекнули, что у Троя есть чувства к Бритте, и Трой лжёт о том, что его дядя приучает его использовать в своих интересах притяжение Бритты к мужчинам с болью (2 сезон, 20 эпизод). Трой целует Бритту, что раскрывает его ложь, и разочарован, когда она говорит, что целовать его было ошибкой.
Несмотря на то, что он неоднократно пытается отрицать это, Трой обладает навыками ремонта сантехники и кондиционеров, опытом, признанным водопроводчиком Гриндейла, а также служащим, работающим в техническом училище по кондиционированию воздуха (3 сезон, 6 эпизод), которые начали серьёзную кампанию, чтобы убедить его покинуть обычный курс и вступить в их ряды. Трой также преуменьшает серьёзный интерес, который он разделяет с Бриттой в интерпретативном танце, что противоречит его угасающему имиджу футболиста. Его пожизненный кумир — актёр Левар Бертон, но он настолько напуган при личной встречи с ним, что приходит в ужас и теряет дар речи. Трой имеет ряд уникальных мнений и убеждений, таких как то, что все собаки — мужчины, а все кошки — женщины. Он также отвлекается на блестящие предметы и склонен плакать из-за незначительных эмоциональных неудач. Трой с самого начала сериала превратился из дерзкого, эгоистичного, одержимого имиджем парня в тупого и эмоционального, но добросердечного и ответственного молодого человека.
В начале четвёртого сезона раскрывается, что Бритта и Трой начали встречаться. Они расстаются в конце сезона.
В пятом сезоне, после похорон Пирса, Трою достаются по наследству оставшиеся акции салфеток «Hawthorne Wipes» стоимостью около 14,3 миллиона долларов при условии, что он отправится в кругосветное плавание. Пирс имел шанс совершить это путешествие, но потерпел неудачу и назвал это своим большим сожалением, он хочет, чтобы Трой сделал это за него, и Трой соглашается и уходит из колледжа (5 эпизод). В следующем эпизоде утверждается, говорится, что Левар Бертон (который отправился в путешествие вместе с ним) и «не знаменитость» были похищены пиратами. В конце сезона Фрэнки упоминает, что Трой таинственно исчез после того, как Пирс Хоторн замастурбировал себя до смерти (12 эпизод).
Трой вкратце появляется в пижаме Человека-паука в анимационном фильме «Человек-паук: Через вселенные» 2018 года, когда дядя Аарон смотрит первый эпизод второго сезона «Сообщество». Также известно, что эта сцена из сериала послужила одним из вдохновений для создания персонажа Майлза Моралеза. Ранее Гловер сыграл дядю Аарона в фильме «Человек-паук: Возвращение домой» 2017 года.

### Пирс Хоуторн
Пирсинальд Анастасия «Пирс» Хоуторн (Чеви Чейз) — магнат, посещающий общественный колледж Гриндейл, владелец фирмы влажных салфеток «Hawthorne Wipes», которую основал его отец. Он заявляет, что он путешественник по миру, тамада, маг, клавишник и самоназваный гипнотерапевт, и считает себя «человеком с качеством жизни».
Он поступил в Гриндейл в 1999 году в поисках дружбы и популярности, но его сдерживает его неуклюжесть и отсутствие терпимости. Являясь гораздо старше, чем большинство учеников Гриндейла, он часто смущается молодёжной культурой, всё ещё пытаясь принять её (1 сезон, 7 эпизод). Он также очень часто высказывает сексистские и расистские стереотипы, характер которых он совершенно не осознаёт. Многие из них направлены на Ширли, которую он иногда принимает за других чернокожих женщин (1 сезон, 22 эпизод), Эбеда, которого он подозревает в терроризме, потому что он мусульманин и Джеффа, которого он активно пытается поколоть, пытаясь быть крутым, несмотря на свою неспособность сделать это с остроумием. Это заставляет Троя создать учётную запись в Твиттере под названием «старый белый мужчина говорит» (2 сезон, 1 эпизод), документируя все противоречивые слова Пирса. Когда он это узнаёт, он зол на Троя, пока тот не показывает количество подписчиков (600 000) и Пирс предлагает Трою продолжать вести учётную запись. После того, как его поведение стало беспощадным во втором сезоне, учебная группа посадила Пирса на «диету» с жёстким ограничением того, когда и как часто он может говорить оскорбительные вещи (2 сезон, 18 эпизод). Комментируя евреев, он также сказал, что Энни Эдисон (единственный еврей в группе) является его любимчиком в группе (2 сезон, 16 эпизод). Также подозревается, что у него чувства ко второй самой молодой женщине в группе, Бритте Перри. Учитывая его возраст и его эксцентричность, Пирс иногда удивляет своих друзей мудрым пониманием жизни и советом, когда они действительно нуждаются в этом.
Хотя он считает себя «реформированным нео-буддистом», он на самом деле является членом неясного религиозного культа. В первом сезоне группа обманом заставляет его одеваться как волшебник из рекламы печенья «Cookie Crisp», чтобы достичь уровня вознесения в своём культе (20 эпизод). Его религия также играет важную роль, когда умирает его мать (2 сезон, 3 эпизод) и Пирс верит своим «буддийским» учениям, что её душа переродилась и находится в сосуде, который он с собой носит (который на самом деле является лавовой лампой). Когда вместе с Джеффом и Троем он слушает компакт-диск, записанный его матерью, которая говорит ему, что она ушла, и призывает его отпустить её и жить своей жизнью, Пирс просто отмахивается и говорит, что она сошла с ума. В то же время, Джефф решает, что ему лучше с этим обоснованием, и позволяет ему продолжать свою веру.
Пирс был женат семь раз и у него 32 «бывших пасынка», с которыми он старается быть близким, хотя большинство из них либо избегают его, либо используют его богатство. Он является автором гимна Гриндейла и некоторое время был участником группы Вона. У него также сильная клаустрофобия. Из-за своего бизнеса по производству влажных салфеток Пирс очень богат и владеет особняком, где также недолго жил Трой. Пирс страдает из-за недостатка внимания и любви, которых его отец, также деловой магнат, не давал ему в детстве. Его отец даже нанял другого мальчика, чтобы сыграть Пирса в рекламе, презирая и подавляя настоящего Пирса (2 сезон, 13 эпизод).
Во втором сезоне Пирса не надолго исключают из учебной группы. Он временно присоединяется к группе пожилых студентов, которые ведут себя как подростки (2 сезон, 5 эпизод). Он ломает обе ноги после того, как обнаруживает секретный батут, который прятали Джефф и Трой (2 сезон, 7 эпизод). Чтобы передвигаться, он покупает себе инвалидную коляску, приводимую в движение его дыханием, утверждая, что он выиграл её на аукционе перебив цену трёх больниц. После этого он становится зависимым от своих болеутоляющих средств, а также всё более и более не в ладах с учебной группой из-за сочетания его бессердечного поведения и их склонности исключать его из своей деятельности. Он начинает играть роль злодея учебной группы, но обе тенденции, кажется, ослабевают, когда он приходит к соглашению с группой после передозировки болеутоляющих. Эта напряжённость достигла апогея, когда выяснилось, что другие члены группы тайно проголосовали за то, будут ли они включать его в группу в следующем году, и только Энни проголосовала за (2 сезон, 23 эпизод). В конце сезона, в то время как другие члены группы пересмотрели своё решение и готовы были позволить ему вернуться в группу, Пирс говорит, что ему не интересно оставаться с «кем бы то ни было». Он также говорит группе, что он предполагает, что все его отношения прекратятся, поэтому он постоянно проверяет и провоцирует людей, и рассказывает почему все семь его браков не состоялись, и он никогда не имел группу друзей в Гриндейле дольше семестра (пока он не присоединился к этой группе).
Тем не менее, в начале третьего сезона он возвращается в учебную группу. Он постоянно пытается добиваться одобрения своего ещё более фанатичного отца, Корнелиуса Хоуторна (которого играет Ларри Седар), который умирает в третьем сезоне (6 эпизод). После того, как совет «Hawthorne Wipes» уволил Пирса, он пытается открыть на кампусе кафе сэндвичей вместе с Ширли. Пространство для кафе сдаётся в аренду «Subway». Ширли выступает с речью против «Subway», и он разрушается в результате последовавшего бунта (19 эпизод). После чего, декан Пелтон предлагает место Ширли и Пирсу, но поскольку есть только одно место для подписи, Пирс и Ширли подают иск на права на кафе сэндвичей (22 эпизод). После вдохновляющей речи Уингера, Пирс увольняет своего адвоката, Алана Коннора (Роб Корддри), и они с Ширли соглашаются на совместное владение кафе, заставив Джеффа подписать документы.
В финале четвёртого сезона Пирс окончательно оканчивает Гриндейл. Позже он появляется в камео во время премьеры пятого сезона в виде предварительно записанной голографической проекции. Выясняется, что голограмма была передана в дар в соответствии с постановлением суда, которое ему «не разрешили обсуждать», и что он «не имеет законного права» находиться в кампусе Гриндейл в результате судебного процесса. Запись также показывает, что Гриндейл является домом для «Музея гендерной чувствительности и сексуальной потенции Пирса Хоуторна». В пятом эпизоде сезона Ширли рассказывает, что Пирс умер. В следующем эпизоде группа вынуждена пройти тест на детекторе лжи в соответствии с волей Пирса, чтобы доказать, что никто из них не убил его. Он даёт группе напутствия и щедрые подарки. Пирс оставляет Трою свои оставшиеся акции в компании по производству влажных салфеток стоимостью более 14 миллионов долларов. Ширли он оставляет свой таймшер во Флориде. Он также оставляет каждому члену учебной группы цилиндр своей замороженной спермы (если они хотят продолжить его наследие), наполнение которых, как выясняется, стало причиной его смерти.

### Крейг Пелтон
Декан Крейг Изадор Пелтон (Джим Раш) — в течение десяти лет был педагогом в Гриндейле, после или в течение которых он получил степень бакалавра образования в вымышленном университете Аппоматтокс и был деканом в течение пяти лет. Он хочет, чтобы его колледж был больше похож на «настоящий» университет, и часто просит одолжений у студентов. Он показан как политкорректный, что стало очевидным, когда он изменил талисман колледжа с Гриндейлского Гриззли на Гриндейлского Человека (1 сезон, 6 эпизод). Политически неверное объяснение Пелтона о смене маскота состояло в том, что «большинство из этих людей называли животными всю свою жизнь».
Пелтон имеет ряд причуд и эксцентричностей из-за его сексуальной ориентации. Вице-декан Лэйборн описывает его как «пансексуального чертёнка» (3 сезон, 1 эпизод), а когда студент Леонард однажды назвал его «фруктом» (сленговый термин, как правило, относится к геям, а иногда и к ЛГБТ-сообществу), Пелтон бесцеремонно упомянул, что этот термин «едва ли полная правда» (2 сезон, 5 эпизод). Пелтон явно демонстрирует навязчивое увлечение Джеффом Уингером, рассматривая его с фаворитизмом и часто неуместно прикасаясь к нему (особенно к груди), когда он рядом, хотя Джефф не отвечает взаимностью на чувства. Подразумевается, что Пелтон также использовал фонтан Гриндейла (куда студенты бросают монеты и загадывают желания), чтобы загадывать желания в отношении Джеффа и взял себе котят, двух из которых он назвал «Джеффри».
У Пелтона много различных фетишей, наиболее заметным из которых стало его растущее в течение первого сезона увлечение мужчинами, одетыми в костюм далматинца, после того, как он увидел в интернете видеоклип с изображением мужчины, одетого в такой костюм.
Он также привык одеваться в изысканные наряды, часто посещая учебную группу. Он переодевался в Тину Тёрнер, Юлия Цезаря и в других известных фигур, а также в более абстрактные наряды, например, наполовину мужские, наполовину женские.
Несмотря на продолжающееся чрезмерное поведение, Пелтон иногда демонстрировал некоторые следы неуверенности в себе и путаницы, однажды даже ставя под сомнение свой жизненный выбор, осознав, что он зашёл «слишком далеко» с одним из своих нарядов после того, как понял, что собирается ехать в нём в банк, говоря себе, что нужно «собрать [свою] жизнь воедино».
В шестом сезоне Пелтон завербован в школьный совет как символ гомосексуализма (4 эпизод), но позже говорит, что чувствует себя «геем на две седьмые» и возобновляет свою работу в качестве декана. После этого он чаще участвует в приключениях учебной группы, а в 10 эпизоде его дружба с группой укрепляется.

### Бен Ченг
Бенджамин Франклин «Бен» Ченг (Кен Джонг), так же известный как сеньор Ченг в первом сезоне и Кевин в четвёртом — первоначально был чудаковатым учителем испанского языка. В первом сезоне он — единственный главный герой, который не является членом учебной группы. Однако в конце сезона выясняется, что на самом деле у него нет педагогической квалификации, и ему, как и Джеффу, придётся учиться в Гриндейле в качестве студента, чтобы получить степень.
Время от времени ведёт себя довольно театрально (однажды даже инсценировал свою смерть), а также имеет огромное эго. Его проблемы управления гневом очевидны, и он пользуется подлым способами с очень небольшим стимулом. Во время занятий он часто выбирал своей жертвой Энни по какой-то другой причине, кроме того, что её стол находился ближе всего к тому месту, где он стоял, обращаясь к своим ученикам. В нескольких эпизодах ясно, что он изначально слишком серьёзно относится к определённым ситуациям: он пытается уничтожить Джеффа и Бритту, стреляя по ним из автоматического пейнтбольного ружья, а затем активирует бомбу с краской, спрятанную в его куртке, чтобы попытаться устранить Джеффа (1 сезон, 23 эпизод); он утверждает, что является «детективом» колледжа после того, как в течение месяца работал в охране, и начинает искать улики, чтобы расследовать «дело» после встречи с проблемным учеником (что на самом деле было всего лишь совпадением), при этом сжигая часть колледжа (3 сезон, 3 эпизод). Эти чрезмерные черты личности скрывают глубокие проблемы, связанные с уходом его жены, с которой он впоследствии сошёлся обратно, хотя это не помешало его опрометчивому поведению по отношению к ученикам впоследствии.
Ченг имеет антагонистические отношения почти со всеми студентами и преподавателями в Гриндейле. У него особенно плохие отношения с профессором Дунканом (1 сезон, 25 эпизод; 2 сезон, 3 эпизод), который потенциально предвещает отсутствие у Чена квалификации преподавателя, когда отмечает, что Ченг требует, чтобы его называли «сеньор», потому что он не настоящий профессор (1 сезон, 5 эпизод). В финале первого сезона Ченг и Дункан ссорятся, когда Бен становится студентом, а Дункан отстраняется от преподавания, что приводит к танцевальному баттлу в конце учебного года. Хотя Дункан получает запретительный ордер против него, Ченг, в свою очередь, аннулирует его, получив запретительный ордер против Дункана, что позволяет ему пройти свой курс антропологии. С тех пор они сформировали неохотное уважение друг к другу.
Его брат — раввин Ченг, который критикует Бена за его неясную педагогическую квалификацию и поведение. Ченг несколько раз утверждал, что съел свою сестру-близнеца Конни в утробе матери. Ему нравится гонять на мотороллере, он играет на клавитаре, а его одежда украдена из местной YMCA (Юношеская христианская ассоциация). По словам Ченга, он играет в пейнтбол три раза в неделю и использует своё мастерство в битве против Джеффа и Бритты (1 сезон, 23 эпизод). Будучи студентом, он ищет курс по теории музыки, чтобы профессионально использовать свои навыки работы с клавишами. В хэллоуиновском эпизоде (2 сезон, 6 эпизод) он и Ширли вступают в сексуальную связь после того, как оба расстроены тем, как неправильно понимают их костюмы (она — Добрая волшебница Глинда, а не Мисс Пигги, а он Пегги Флеминг, а не Кристи Ямагучи или Мишель Кван). Однако, помимо сообщения на голосовую почту, которое Ченг отправил Трою, никто не помнит этот инцидент из-за правительственного сокрытия вечеринки в честь Хэллоуина.
Он даёт себе прозвище «El Tigre Chino» (с испанского «Китайский тигр») и у него есть чёрная куртка, на спине которой написано это прозвище и изображён бенгальский тигр. В его кабинете есть статуя тигра и висит портрет, где он изображён в виде матадора.
Во втором сезоне он находится в том же классе антропологии, что и учебная группа. После того, как он попросил группу разрешить ему присоединиться к ним, он был замечен в кабинете, тайно замышляющим свою месть за то, что они отвергли его, переключаясь между злыми и добрыми сторонами, подобно персонажу Голлум из «Властелина колец)» (2 сезон, 1 эпизод). В конце концов он присоединяется к учебной группе после того, как за него проголосовали вместо Рича (2 сезон, 12 эпизод). Он доказывает свою ценность в следующем эпизоде, помогая Энни и группе спасти их спектакль, агитирующий против наркотиков от выходок Пирса. Ченг хочет побольше узнать Ширли после того, как узнаёт, что, возможно, она забеременела от него в Хэллоуин, который никто в Гриндейле не может вспомнить. Его помощь Энни первоначально, кажется, располагает к нему Ширли, однако она заметно обеспокоена, увидев его крайне неуравновешенное поведение. Позже он переезжает к Джеффу, когда жена снова выгоняет его (после того, как он признался в отношениях с Ширли), но Джеффу надоело его глупое, неуравновешенное поведение и он выгоняет его. Тем не менее, его поведение в оказании помощи Ширли, когда она вступает в трудовые отношения во время беспорядков в Гриндейле, покоряет её настолько, что после рождения ребёнка (отцом которого является бывший муж Ширли Андре), она решает назвать его Бен в честь Ченга.
В премьере третьего сезона Ченг по-прежнему бездомен и начинает жить в вентиляции кампуса Гриндейла. Когда декан Пелтон обнаруживает это, он предлагает ему комнату в обмен на работу в качестве охранника. Когда остальные сотрудники службы безопасности увольняются, включая сержанта Нуньеса, он становится главой безопасности кампуса. Он плохо справляется со своей работой и колледж не может позволить себе больше рабочих мест (предложение работы студентам-волонтёрам не даёт результатов), но на бар-мицва вне кампуса (3 сезон, 14 эпизод) Ченг заводит дружбу с кучей детей и подростков и каким-то образом завербовывает их в свои ряды как «Ченгславные ублюдки» (отсылка к фильму «Бесславные ублюдки»).
Ченг и его «Ченгславные ублюдки» принимают участие в масштабной битве подушками в Гриндейле, которая является результатом конфликта Эбеда и Троя из-за мирового рекорда. Позже, после смерти Алекса «Звезданутого» Осборна, Ченг требует от декана повышения привилегий в качестве главы службы безопасности, который первоначально отклоняет его просьбу. Тем не менее, после беспорядков, вызванных учебной группой, Ченг и его команда безопасности (теперь одетые в защитное снаряжение и вооружённые дубинками и перцовым аэрозолем) подавили бунт и навели порядок в Гриндейле, Ченг провозгласил себя генералом и назвал учебную группу своими «заключёнными» за подстрекательство к этому событию.
После беспорядков декан Пелтон решает уволить Ченга и обвинить его в том, что он нанёс урон колледжу. Однако Ченг вместо этого заменяет декана двойником, удерживая настоящего декана в плену. Поддельный декан, по приказу Ченга, поддерживает школьный совет на судебном процессе против Джеффа и учебной группы, получившего название «Семёрка Гриндейла», и учебная группа исключается из колледжа.
После того, как учебная группа ушла, Ченг захватил Гриндейл, установив своих «Ченгславных ублюдков» в качестве офицеров безопасности в колледже и держа настоящего декана под строгой охраной.
На сеансе групповой терапии, первоначально предназначенном только для Эбеда, психотерапевт говорит учебной группе, что Гриндейла не существует, и последние три года их жизни были заблуждением, пока они жили в психиатрической больнице. Изначально учебная группа поверила терапевту, но быстро поняла его ложь, когда они обнаружил, что он пытался сбежать через окно и что у них есть рюкзаки и фотографии из колледжа. Выясняется, что Ченг нанял психотерапевта, чтобы отговорить их от попыток вернуться, и с этим знанием «Семёрка Гриндейла» обещает вернуть колледж.
Получив сведения о внутренних принципах правления Ченга над Гриндейлом, учебная группа планирует «тщательно продуманное ограбление», пытаясь спасти настоящего декана и раскрыть Ченга школьному совету. Хотя изначально выглядит так, как будто ограбление провалилось, Ченг понимает, что группа обманула его, и провальный план был просто частью более крупного, который был успешным. Тем не менее, Ченг осознаёт истинный план во время и не даёт группе уйти. Он объясняет свою цель, которая состоит в том, чтобы сжечь записи Гриндейла и таким образом стереть все свидетельства его проступка, но не понимает, что это потенциально может сжечь колледж и убить всех. С помощью технического училища по кондиционированию воздуха Гриндейла Трою и группе удаётся избежать тюремного заключения Ченга и не допустить возникновения пожара.
В заключительной схватке с учебной группой, Джефф и Ченг вооружаются электрическими дубинками, которыми они собираются устроить дуэль. Однако, она прерывается появлением школьного совета, который требует объяснений действий Ченга в управлении Гриндейлом. Он клянётся объяснить, но быстро убегает.
В финале третьего сезона показано, что Ченг снова начал жить в вентиляции, однако на этот раз он живёт в вентиляции городского колледжа, предвещая возможный союз между ними в четвёртом сезоне. Тем не менее, он возвращается в Гриндейл в четвёртом сезоне без видимой памяти о его личности или предыдущих действиях, называя себя «Кевин», а своё состояние «Ченгнезия». Тем не менее, в позже выясняется, что он на самом деле притворяется (4 сезон, 6 эпизод). Эбед понимает, что именно из-за Ченга все учебные группы попали в Гриндейл и говорит, что он всегда был частью группы, и намекает, что он знает, что «Кевин» притворялся в «Ченгнезии» (4 сезон, 12 эпизод). Ченг звонит декану городского колледжа Стивену Спреку и говорит, что он не собирается уничтожать Гриндейл. Бен решает признаться в своих преступлениях и возвращается в Гриндейл в качестве профессора математики, живущего в колледже. Он проявляет более общительный характер в пятом сезоне, вплоть до финала, когда он встаёт на сторону тех, кто пытается продать Гриндейл, но затем обманывает их и после того, как продажа сорвана.
В шестом сезоне Ченг проявляет некоторый успех как актёр после появления в сценической адаптации «Парень-каратист» и рекламного ролика, который становится вирусным. Однако его карьера внезапно заканчивается, когда он случайно оскорбляет Стивена Спилберга. Он понимает, что он чувствует себя как дома в Гриндейле и что он является «лучшим собой» в группе. Во время группового объятия в финале шестого сезона Ченг показывает себя как скрытый гомосексуалист на протяжении всей серии, со слезами на глазах заявляя, что он «законный гей».

## Регулярные персонажи
В сериале также участвуют несколько персонажей, которые являются студентами и сотрудниками Гриндейла.

### Факультет

#### Доктор Иэн Дункан
Доктор Иэн Дункан (Джон Оливер) — британский профессор психологии в Гриндейле. Дункан, кажется, достаточно компетентным профессором и психотерапевтом, но он склонен получать личную выгоду, например, пытаясь присвоить себе «Лексус» Джеффа или использовать проблемы Эбеда для продвижения по карьерной лестнице. Он предоставляет бесплатную терапию нескольким студентам, включая Бритту, и в какой-то момент надеется написать книгу о проблемах Эбеда. У него также есть соперничество с Ченгом. В конце первого сезона он был отстранён от должности деканом Пелтоном за его пьяное поведение на школьной вечеринке, что побудило Ченга ударить доктора Дункана по лицу. Из-за этого он получает запретительный приказ против Ченга, преследуя его и не давая ему попасть в класс. После того, как Гриндейл временно отстранил профессора Бауэра, он взял на себя её курс антропологии, несмотря на полное отсутствие знаний по этому вопросу. В рождественском эпизоде подразумевается, что у доктора Дункана было несчастное детство, он рос в неблагополучной семье в Ислингтоне (2 сезон, 11 эпизод). У доктора Дункана есть проблема с алкоголем. Он не появлялась в третьем сезоне, хотя Бритта в записана на курс «Введение в психологию», и его имя указано на обложке её учебника в качестве автора. Четвёртый сезон ссылается на его необъяснимое исчезновение, когда Трой спрашивает группу, видел ли кто-нибудь его в последнее время.
В пятом сезоне доктор Дункан возвращается, объясняя, что он заботился о своей больной матери (3 эпизод). Его алкоголизм и увлечение Бриттой вернулись. Он бросает преследовать Бритту после того, как у них состоялась интимная беседа (7 эпизод).

#### Профессор Мишель Слейтер
Профессор Мишель Слейтер (Лорен Стемайл) — профессор статистики в Гриндейле. У неё была строгая политика в отношении свиданий со студентами, но она вступила в романтические отношения с Джеффом после вечеринки в честь Хэллоуина (1 сезон, 7 эпизод). У них одинаковое чувство юмора и цинизм. Позже она разрывает их отношения, но вновь приобретает интерес к Джеффу, и, следовательно, развивает соперничество с Бриттой за его внимание (1 сезон, 25 эпизод). Джефф заявляет, что, если он продолжит отношения с ней, это будет его развивать, в то время как отношения с Бриттой помогут ему узнать больше о том, кто он на самом деле. Она вызывает интерес у других преподавателей, таких как сеньор Ченг и доктор Дункан, которые предпринимают комически неудачные попытки соблазнить её.

#### Профессор Юстис Уитмен
Профессор Юстис Уитмен (Джон-Майкл Хиггинс) — профессор бухгалтерского учёта в Гриндейле, тренер по дебатам и убеждённый сторонником carpe diem (с латыни «живи настоящим»). Несмотря на то, что Уитмен считал себя лёгким учителем, у Джеффа были проблемы с прохождением курса по бухгалтерскому учёту, так как Уитмен оценивает своих учеников не по академической успеваемости, а по тому, насколько хорошо они «живут настоящим» (1 сезон, 3 эпизод). Он инструктирует Джеффа в качестве тренера дебатной команды и предлагает ему непрошеный совет о том, как вести свою жизнь в полной мере в различных обстоятельствах (1 сезон, 9 эпизод).

#### Профессор Шон Гаррити
Профессор Шон Гаррити (Кевин Корриган) — преподаватель театральной драмы в Гриндейле. Он втягивается в интригу заговора с Джеффом, Энни и деканом Пелтоном, когда он таинственным образом изображает из себя учителя фальшивого курса Джеффа «Теория заговора», профессора Профессорсона (2 сезон, 9 эпизод). Позже он преподаёт Трою и Бритте в факультативном актёрском классе и режиссирует полностью «чёрный» спектакль-адаптацию «Скрипач на крыше», в которой играет Трой. Он преподаёт двухдневный курс под названием «Николас Кейдж— хороший или плохой актёр?», который даётся Эбеду очень сложно (5 сезон, 2 эпизод).

#### Профессор Джун Бауэр
Профессор Джун Бауэр (Бетти Уайт) — профессор антропологии в Гриндейле. Хотя она очень старая, она удивительно хороший боец (2 сезон, 1 эпизод). Бауэр участвовала во многих мирских, но странных занятиях, таких как охота на обезьян с помощью духовой трубки в Амазонке и питье собственной мочи для пользы здоровью. Она также не боится нападать на своих учеников, стреляя в «Звезданутого» из духовой трубки за неуважительное поведение и чуть не убив Джеффа из одного из своих девяти видов оружия, после чего она уходит из колледжа и отправляется в Демократическую Республику Конго.

#### Доктор Маршалл Кейн
Доктор Маршалл Кейн (Майкл-Кеннет Уильямс) — учитель биологии в Гриндейле, заметно более серьёзный и интенсивный, чем другие профессора. Он только что отбыл двадцатилетний тюремный срок и озадачен некоторыми изменениями, произошедшими с тех пор в мире. В отличие от своих сверстников, доктор Кейн часто пытается уклониться от некоторых самых нелепых выходок, которые происходят в колледже. После некоторого колебания он позволяет Джеффу присоединиться к своему курсу после того, как «Звезданутого» выгоняют из-за истории с наркотиками. Когда он увольняется, оценки учебной группы по биологии становятся недействительными (3 сезон, 17 эпизод). У него также есть жёсткая политика против получения взяток, но только Джефф и Пирс знают об этом.

#### Профессор Ноэль Корнуоллис
Профессор Ноэль Корнуоллис (Малкольм МакДауэлл) — суровый, манипулятивный профессор истории в Гриндейле, который преподаёт учебной группе в четвёртом сезоне после того, как его уволили с поста в Оксфордском университете из-за «ошибки со студенткой». Являясь англичанином, он сбит с толку эксцентричностью колледжа и не любит учебную группу. За кадром раскрывается, что он дал Энни ответы на тест в обмен на то, что она позволил ему потереть её ноги (4 сезон, 9 эпизод). Он играет очень заметную роль, когда Ченг и учебная группа связывают его на вечеринке в квартире Джеффа за то, что он якобы дал им неудовлетворительную оценку по групповому заданию (4 сезон, 10 эпизод). Позже он признаёт, что не был связан, а верёвка просто была накинута на него, потому что быть «заложником» было приятнее, чем его обычные одинокие и скучные выходные, и решает дать всей группе проходные баллы.

#### Профессор Базз Хики
Профессор Базз Хики (Джонатан Бэнкс) — профессор криминологии и сосед Джеффа по кабинету в пятом сезоне. Хики — военный ветеран и бывший офицер полиции, а его грубое поведение — результат его пятнадцатилетнего пребывания в Гриндейле. Он служит наставником для Джеффа, помогая ему сделать переход от ученика к учителю. Хики является членом альянса студентов-преподавателей «Сохраним Гриндейл» и преподавателя криминологии у Энни. Хики также является начинающим художником и писателем, и работает над комиксом под названием «Утка Джим». Он становится партнёром Эбеда в создании фильма (5 сезон, 7 эпизод). Выясняется, что Хики когда-то имел сексуальный контакт с тётей Дункана, находясь в Англии, и подразумевается, что он, возможно, был отцом двоюродного брата Дункана. У него напряжённые отношения с сыном Хэнком, в результате чего его исключают из жизни внука. Они оставляют свои разногласия, когда играют в «Подземелья и драконы» (5 сезон, 10 эпизод). Хики больше не появляется в сериале после пятого сезона, а в шестом сезоне в одном из взломанных электронных писем Гриндейла есть тема «Мемориальная служба по Баззу Хики», по-видимому, подразумевающая, что Хики умер (6 эпизод).

#### Фрэнки Дарт
Франческа «Фрэнки» Дарт (Пэйджет Брюстер) — нанятый для улучшения Гриндейла консультант (6 сезон, 1 эпизод). Группа изначально подвергает её остракизму за то, что она изменила флаг Гриндейла, а также динамику самой группы, но вскоре она интегрируется в группу как друг.
Фрэнки часто выступает в качестве стабилизирующего элемента группы, называя их отношения «зависимыми» (6 сезон, 12 эпизод) и сразу же признавая такие проблемы, как нездоровые «будут они или не будут» отношения между Джеффом и Энни, абсурдный факт того, что Ченг когда-то был учителем группы, а у Джеффа проблемы с алкоголем.
Вопрос о сексуальности Фрэнки становится чем-то вроде любопытства среди группы, которая даже делает ставки на неё (6 сезон, 6 эпизод).
Улучшения, внесённые Фрэнки в колледж, позволяют официально «спасти» Гриндейл и устраняют необходимость в комитете по спасению Гриндейла (6 сезон, 13 эпизод). Фрэнки остаётся на своей позиции и в группе, которая решает назвать себя «Щипцы для сосков».

### Студенты

#### Алекс «Звезданутый» Осборн
Алекс «Звезданутый» Осборн (Дино Стаматопулос) — студент Гриндейла средних лет, известный своими бакенбардами в форме звёзд, а также другими особенностями, такими как ношение цилиндра, а позже в сериале у него появляется ящерица. Он учится нескольким предметам вместе с главными героями, в том числе испанскому и корабельному делу. Он любитель музыку. Хотя Звезданутый обычно вальяжен и небрежно одет, у него есть сын, который, в отличие от него, невероятно деловитый. Во втором сезоне он признаётся, что он наркоторговец (17 эпизод). Он работал в школьной столовой до событий (1 сезон, 21 эпизод), когда учебная группа заставила уволить его за то, что он подавал куриные пальчики (самое вкусное блюдо, подаваемое в кафетерии) своим друзьям. Иногда он кажется смущённым относительно того, кем на самом деле являются отдельные члены группы. Хотя он наслаждается вниманием, которое он получает из-за своих бакенбардов, он жаждет своей индивидуальности и начинает носить вышеупомянутый цилиндр в начале второго сезона, чтобы отвлечь внимание от бакенбардов. Предполагается, что он умер, когда взрывается мет-лаборатория в багажнике его машины (3 сезон, 17 эпизод). По его желанию его тело кремировали. В финале третьего сезона выясняется, что он фальсифицировал свою смерть и пытался создать новую личность. С этой целью он сделал новую стрижку, хотя оставил звёздные бакенбарды. Он возвращается, когда его находят в конюшне, где он, очевидно, жил, прячась, поедая мусор и пытаясь создать «кошачью машину» (5 сезон, 3 эпизод). В итоге его обвиняют в том, что он гриндейлский «Попный бандит», но позже выясняется, что это было уловкой декана, чтобы отвлечь внимание, в обмен на то, что декан скрывал обвинения Звезданутого в изготовлении мета и позволил ему остаться в конюшни. В шестом сезоне он ненадолго появляется как участник подпольной игры в пейнтбол (11 эпизод). Когда Фрэнки выгоняет его из кампуса, ему льстит, что она знает его настоящее имя.

#### Магнитуд
Магнитуд (Люк Янгблад) — студент Гриндейла, которого называют «вечеринка одного человека». Его броская фраза — «Пауп, пауп!», Что вызывает смех сверстников. Подразумевается, что его не любят сотрудники факультета, в частности профессор Маршалл Кейн (3 сезон, 3 эпизод). Магнитуд баллотировался на должность президента студенческого совета (2 сезон, 17 эпизод), он был одним из двух последних кандидатов, противостоя Леонарду в «политических дебатах века», в которых Магнитуд повторяет «Пауп, пауп!», в ответ Леонард издаёт звук называемый blowing a raspberry. Когда декан Пелтон и Энни забирают у Магнитуда фразу «Пауп, пауп!», чтобы отдать её ленивому потенциальному студенту Гриндейла с богатыми родителями (4 сезон, 7 эпизод), он подавлен и теряет дар речи, и они настолько испуганы, что говорят богатому студенту, что он не может пользоваться этой фразой (хотя к удивлению всех, он в итоге поступает в Гриндейл, потому что он устал от того, что все ему угождают и хочет стать лучше), и Магнитуд радостно произносит «Пауп, пауп!».
Магнитуд посещал старшую школу с Энни и Троем. Выяснилось, что он начал использовать фразу «Пауп, пауп!» на вечеринке в старшей школе, где у Энни был психический срыв (4 сезон, 12 эпизод). В пятом сезоне он признаётся (5 эпизод), что на самом деле он британец (как и сам актёр, играющий его). В шестом сезоне он ненадолго появляется в научно-фантастическом фильме Эбеда «Захватчики Галактики» (8 эпизод).

#### Леонард Родригес
Леонард Родригес, бывший Леонард Бриггс (Ричард Эрдман) — пожилой человек, который изучает бизнес в Гриндейле. У него и Джеффа есть смешные антагонистические отношения, в результате которых Джефф и другие члены учебной группы говорят только «Заткнись, Леонард…», после чего следует комментарий (например, «Заткнись, Леонард! Никто не знает, о чём ты говоришь»; «Заткнись, Леонард! Я разговаривал с твоим сыном в День семьи. Я знаю всё о твоей игромании»). Хотя он заметно старше, чем другие студенты, он ведёт себя так же безрассудно и непринужденно, как и многие молодые люди, часто используя сленг и участвуя в таких мероприятиях, как розыгрыши, игра на бас-гитаре и столкновение со «страхом беременности». Он возглавляет шумную, непослушную группу пожилых студентов Гриндейла, называемых «хипстерами» (потому что у них у всех были операции на бедро — с английского «hip»), в которую временно попадает Пирс (2 сезон, 5 эпизод). У него есть дети, хотя их никогда не показывают. В финале второго сезона он утверждает, что был одним из «Пострелят», участвовал в «нескольких настоящих войнах», которые были менее страшными, чем полномасштабная пейнтбольная битва и получил запрет в ближайшем ресторане «Denny’s». Он баллотировался на должность президента студенческого совета, используя фамилию «Родригес» в попытке добиться голосов латиноамериканцев (2 сезон, 17 эпизод). В нескольких эпизодах третьего сезона было показано, что Леонард всё ещё использует фамилию Родригес в учебном листе.
У Леонарда есть серия видеороликов на YouTube, в которых он рассматривает продукты питания. Одно из таких видео показано в одной из заключительных сцен (3 сезон, 9 эпизод), где он рассказывает о пицце «Четыре сыра от Эудженио». Он делает это снова в финале ??третьего сезона (22 эпизод) с упаковкой картофельных чипсов, которые ему тоже нравятся. В то время как Леонард недолгое время занимал должность в студсовете в четвёртом сезоне, декан Пелтон (считающий, что он обменялся телами с Джеффом, действуя и говоря как он) узнав, что после получения пятёрки на курсе безмозглости, который он взял в 1968 году, Леонард просто брал все его последующие уроки без проходных баллов, вынудил его выйти из гонки за титул, оставив Энни и Ширли (4 сезон, 11 эпизод).
В начале шестого сезона выясняется, что Леонард учился в Гриндейле с момента его открытия в 1970-х годах, когда он назывался «Компьютерный колледж Гриндейла».
Во время «войны подушек и одеял» (3 сезон, 14 эпизод) ходили слухи, что Леонард воевал в Корейской войне за северокорейцев.

#### Вон Миллер
Вон Миллер (Эрик-Кристиан Олсен) — студент Гриндейла обычно ходящий без рубашки, дружелюбный, экологичный, нео-хиппи, который является вокалистом регги-группы. Он частое играет в футбэг и фрисби, у него было несколько заметных взаимодействий с главными героями, поскольку он первоначально встречался с Бриттой и играл в группе с Пирсом. Хотя он сначала кажется очень непринуждённым и умиротворённым, он начал писать популярные песни о ненависти к Бритте и Пирсу после того, как его отношения с ними разорвались (1 сезон, 8 эпизод). Позже он начал отношения с Энни, что во многом смущало Джеффа, Бритту и Троя, а затем и Ширли. В конце первого сезона он переводится в общественный колледж в штате Делавэр из-за их сильной спортивной программы, и Энни сначала решила ехать с ним, но потом передумала. Он был причиной шуток Джеффа и Ширли в первом сезоне из-за его маленьких сосков, которые Ширли находила смешными, на них также ссылаются в третьем сезоне.

#### Рич Стивенсон
Рич Стивенсон (Грег Кромер) — студент Гриндейла, учащийся в гончарном классе вместе с Джеффом, который завидует его навыкам лепки (1 сезон, 19 эпизод). Рич — доктор, который дружелюбен и всем нравится, он резко контрастирует с Джеффом, который пытается поймать его как профессионального гончара. Джефф даёт ему прозвище «Док Поттеривуд» (Pottery с английского «гончар»), подразумевается, что Джефф, возможно, действительно был прав, и Рич тайно брал уроки гончарства в разных колледжах. Также упоминается, что его отношения с матерью чрезвычайно напряжены. У Рича был брат, погибший в результате несчастного случая на американских горках. Он снова появляется во втором сезоне в костюме банана (6 эпизод), когда учебная группа пытается лечить заражённых студентов, и заставляет Джеффа открыто признать свою ненависть к нему. Проведя зимние каникулы с Энни, занимаясь волонтёрством, он присоединяется к курсу антропологии Дункана и безуспешно борется с Ченгом за место в учебной группе. Когда он отказывается встречаться с Энни из-за её юности, Джефф начинает восхищаться его этикой и ищет у него жизненных советов, хотя он хочет злоупотреблять силой, которую Рич получает от всех, кому он нравится.

#### Нил
Нил (Чарли Кунц) — студент Гриндейла, подвергающийся насмешкам за то, что он толстый. Джефф, который случайно придумал прозвище «Толстый Нил» (2 сезон, 14 эпизод), пытается помочь ему после того, как думает, что Нил рассматривает возможность самоубийства. Джефф организует игру в «Подземелья и драконы» с учебной группой (без Пирса), так как Нил, большой поклонник этой игры. Хотя Пирс пытается саботировать мероприятие и издевается над Нилом, Нил восстанавливает свою уверенность после победы в игре. Подразумевается, что он и Вики испытывают чувства друг к другу (2 сезон, 22 эпизод). Хотя его судьба после игры в «Подземелья и драконы» казалась неясной, позже Нил появился во время «войны подушек и одеял» (3 сезон, 14 эпизод) в качестве диджея радиостанции кампуса, назвав себя «Настоящий Нил». Как показано позже (3 сезон, 17 эпизод), он и Вики в какой-то момент начали встречаться. В пятом сезоне показано, что Нил дружит с группой, и Джефф выражает гордость за то, что группа спасла ему жизнь, чтобы он мог вернуться к тому, чтобы «делать вещи на заднем плане». В шестом сезоне группа вынуждает Нила участвовать в выступлении комика (6 эпизод), который оскорбляет его по поводу его веса, и в результате Нил решает больше никогда не общаться с группой.

#### Гаррет Ламберт
Гаррет Ламберт (Эрик-Чарльз Нильсен) — полный, занудный студент Гриндейла с пугающе визгливым и тревожно звучащим голосом. Он берёт несколько курсов с некоторыми из главных героев. Было несколько студенческих движений, чтобы «спасти» Гарретта, несмотря на тот факт, что у него нет явных болезней, и Джеффу и Энни оставалось задаться вопросом, сработали ли эти спасительные планы на самом деле (3 сезон, 13 эпизод). Его второе имя раскрывается как Ксандер в титрах к документальному фильму Эбеда (4 сезон, 6 эпизод). Гарретт женится на одногруппнице Стейси (Эрин МакГати), которая оказывается его кузиной (6 сезон, 12 эпизод).

#### Тодд Джейкобсон
Тодд Джейкобсон (Дэвид Нэр) — студент Гриндейла, который изучает биологию вместе с учебной группой (3 сезон, 3 эпизод). Прощающий и добродушный. Группа выбирает его после того, как он работает в паре с Пирсом в учебном проекте, и непреднамеренно нарушает естественный баланс группы. В конце концов он срывается, называя любовь учебной группы друг к другу «странной» и «токсичной». Тодд — женатый ветеран войны в Ираке, у которого есть новорождённая дочь. Тодд также утверждает, что ему нужны инъекции инсулина. Его обвиняют в разрушении проекта по биологии учебной группы (3 сезон, 17 эпизод). Отношения Тодда с группой стали более дружелюбными в шестом сезоне, когда он работает в кафе «Сэндвичи Ширли» (1 эпизод), участвует в подпольной игре в пейнтбол (11 эпизод) и даже руководит свадьбой Гарретта (12 эпизод), во время которой он размышляет, что он сам «может быть Богом».

#### Рейчел
Рейчел (Бри Ларсон) — милая изворотливая девушка, которую Эбед встречает, когда на свидании с двумя другими девушками танцует в школе (4 сезон, 8 эпизод). Они начинают встречаться, хотя Рейчел вернётся только через сезон, когда они идут на свидание (5 сезон, 6 эпизод). Она появляется ещё раз, как девушка Эбеда (5 сезон, 9 эпизод). В начале шестого сезона Эбед, ссылаясь на тот факт, что карьера Бри Ларсон в кино не даёт ей часто появляться в сериале, комментирует, что у любого, наблюдающего за повествованием учебной группы, могут возникнуть такие вопросы, как «Что случилось с той девушкой, с которой я встречаюсь?».

#### Другие студенты
- Эрик Вишневски (Билл Паркс) — футболист с рыжими волосами и бородой. Он появляется в ряде эпизодов.[21]
- Павел Ивашкевич (Доминик Мусиол) — польский студент по обмену и сосед по комнате Эбеда, выступающий, среди прочего, в качестве его ассистента режиссёра в фильмах Эбеда.[22]
- Вики Дженкинс (Даниэла Капловиц) — студентка, занимающаяся танцами, которую постоянно игнорируют её сверстники. Во втором сезоне подразумевается, что она и «Толстый Нил» испытывают чувства друг к другу. В третьем сезоне они начинают встречаться. Пирс ненавидит её с тех пор, как она отказалась одолжить ему карандаш.
- Марк Миллот (Ди-Си Пирсон) — журналист студенческой газеты «Гриндейлская газета-журнал» и соучредитель художественной группы колледжа, в которую также входят Линда Грин (Мегги МакФадден), Базз Фостер (Доминик Диркс) и Деррик Бидеос (Дэн Экман).[23] В реальной жизни актёры Пирсон, МакФадден, Диркс и Экман образуют комедийную группу «Derrick Comedy», в которой пятым участником был актёр играющий Троя, Дональд Гловер.
- Кендра (Марси МакКаскер) — студентка, которую Джефф использует, чтобы не дать Ричу быть избранным в учебную группу. Она кокетливая блондинка, которая пишет в словах Q вместо K, что объясняет её имя (Quendra — Кендра). Она упоминается в четвёртом сезоне, когда Энни рассказывает группе, что узнала от Кендры, что они получают неудовлетворительные оценки от профессора Корнуоллиса, для которого Кендра выполняла «работу помощника». Ширли саркастически намекает группе о связи Кендры и Корнуоллиса.
- Энни Ким (Ирэн Чой) — главный конкурент Энни в учёбе. Учебная группа часто называет её «другой Энни» или «азиатская Энни». Интеллигентная и чрезвычайно конкурентоспособная, она копирует идею Энни о гриндейлской модели Организации Объединенных Наций, а затем выступает в качестве соперника группы в других школьных мероприятиях.
- Гарри Джефферсон (Уил Гаррет) — пожилой, слепой человек. У него есть короткий монолог, в котором он говорит: «Ну, я думаю, все объятия должны закончиться».
- Дейв (Дарсан Соломон) — студент в классе права Джеффа. В финале шестого сезона он появляется в видении Джеффа о том, что произойдёт, если все его друзья покинут Гриндейл (по сути, Джефф останется с вспомогательным составом).

### Персонал

#### Роберт Лэйборн
Вице-декан Роберт Лэйборн (Джон Гудмен) — глава технического училища по кондиционированию воздуха в Гриндейле и истинная сила Гриндейла. Когда декан Пелтон решает вступить в конфликт с Лэйборном по поводу покупки эспрессо-машины, Лэйборн показывает ему, что техническом училище по кондиционированию воздуха является основным источником финансирования Гриндейла и что он, таким образом, полностью контролирует кабинет декана. Позже, изучив сантехнические способности Троя, Лэйборн пытается завербовать его в своё училище. Он спровоцировал «войну подушками» между Эбедом и Троем, надеясь разрушить их дружбу и побудить Троя поступить в техническом училище по кондиционированию воздуха. Позже он был убит Мюрреем, что заставило Троя занять его место.

#### Джерри
Джерри (Джерри Майнор) — главный уборщик Гриндейла. После того, как он стал свидетелем врождённых сантехнических способностей Троя, он делает несколько попыток убедить его стать сантехником, что он считает благородной профессией. Пытаясь завербовать его, он позже предупреждает Троя о том, чтобы он не стал специалистом по ремонту кондиционеров, называя тех, кто занимается кондиционированием, «элитарными». С тех пор он появлялся несколько раз, часто в расстроенном настроении, когда учебная группа просит его помочь найти или починить вещи в колледже.

#### Сумасшедший Шмидт
Сумасшедший Шмидт (Эдди Пепитон) — уборщик в Гриндейле, который известен своим странным, непредсказуемым характером.

#### Мюррэй
Мюррэй (Дэн Баккедал) — специалистом по ремонту кондиционеров в Гриндейле. Он убивает вице-декана Лэйборна, ненадолго становясь новым вице-деканом, прежде чем его заменяет Трой, которого называют «истинным ремонтником».

#### Сержант Нуньес
Сержант Нуньес (Мел Родригес) — начальник службы безопасности кампуса колледжа Гриндейл. Все офицеры Нуньеса увольняются, когда декан Пелтон сообщает им, что у колледжа больше нет средств для их оплаты, а вместо этого предлагают бесплатное обучение. Нуньес остаётся, потому что ему нужна сертификация SCUBA, а Ченг становится его новым подчинённым. В конце концов он уходит после того, как декан Пелтон становится на сторону Ченга.

#### Карл и Ричи
Карл Бладт (Джереми-Скотт Джонсон) и Ричи Каунти (Brady Novak) — два глупых, часто пьяных члена совета директоров Гриндейла. Хотя они обычно непринуждённые и дружелюбные, они неоднократно понижали стандарты для колледжа и не заподозрили, когда Ченг подменил декана Пелтона. Они ненавидят колледж, а потом на короткое время продают его ресторану «Subway». Ричи также считает, что он может читать мысли людей.

#### Элрой Паташник
Элрой Паташник (Кит Дэвид) — неудачный изобретатель, который решает поступить в Гриндейл, чтобы заново переосмыслить свою жизнь, вскоре после этого он присоединился к комитету по спасению Гриндейла. Позже он был нанят в качестве главы IT-отдела колледжа. Элрой уезжает из Колорадо в Калифорнию после получения работы в Linkedin.

### Другие персонажи

#### Человек Гриндейла
Человек Гриндейла — «этнически нейтральный» талисман Гриндейла, созданный и разработанный Пирсом и деканом Пелтоном. Хоть и предназначенный для воплощения духа инклюзивности и во избежание уничижительных стереотипов, его безликий внешний вид явно странен в его нейтрально-сером обтягивающем костюме. Он появляется на многих различных мероприятиях, как талисман колледжа. В сериале также появляются женская и детская версии Человека Гриндейла. В костюм добавлялись такие предметы, как крылья ангела на День святого Валентина и сосульки на Региональном музыкальном конкурсе, которые, по словам студентов, лишь придают ему жуткий вид. В однм из эпизодов с участием декана Пелтона, выяснилось, что по крайней мере один из талисманов играет женщина.

#### Андре Беннетт
Андре Беннетт (Малькольм-Джамал Уорнер) — бывший муж Ширли и менеджер магазина. Хотя он изменил ей, он снова становится её парнем, узнав о её беременности. Он остаётся верным ей даже после того, как узнаёт, что Ченг может быть отцом ребёнка. В конечном итоге оказывается, что ребёнок от Андре, и он снова женится на Ширли в середине третьего сезона. Во время премьеры пятого сезона Ширли рассказывает, что Андре снова бросил её и забрал с собой детей, так как она слишком много внимания уделяла своему кафе сэндвичей в Гриндейле, непреднамеренно пренебрегая своей семьёй.

#### Алан Коннор
Алан Коннор (Роб Корддри) — юрист и бывший коллега Джеффа, который посещает собрания Анонимных наркоманов в Гриндейле, где он когда-то встречался с Энни. Хотя он не признаётся в этом Джеффу, учебная группа знает, что он отправил электронное письмо в свою юридическую фирму о недействительности диплома Джеффа, в результате чего его уволили. Алан был адвокатом Пирса в судебном процессе между Пирсом и Ширли (у которой адвокат Джефф) за владение кафе сэндвичей. Алан рассказывает, что теперь он возглавляет юридическую фирму, в которой работал Джефф, и предлагает ему проиграть дело в обмен на возвращение на работу в юридическую фирму. После вдохновляющей речи Джеффа Пирс увольняет Алана, и Алан рассказывает, что он отправил то электронное письмо, за что Джефф благодарит его. Он снова появляется в сериале, когда пытается убедить Джеффа помочь ему начать серьезный иск против Гриндейла.

#### Гоби Надир
Гоби Надир (Икбал Теба) — отец Эбеда, с которым у него довольно сложные отношения. В то время как мистер Надир хочет, чтобы сын руководил семейным киоском фалафеля, Эбед планирует стать кинорежиссёром. Эбед также считает, что отец обвиняет его в том, что его мать бросила их. Гоби — очень покровительственный и спорный отец, но он учится принимать тот факт, что его сын нуждается в кинопроизводстве, чтобы выразить себя. Гоби появляется в День семьи и не одобряет более мягкого подхода, которым Ширли воспитывает своих мальчиков. Он также контролирует свою племянницу Абру.

#### Офицер Каковски
Офицер Каковски (Крейг Каковски) — местный полицейский, неоднократно посещавший Гриндейл при исполнении служебных обязанностей. Первоначально он появился в сериале в качестве члена службы безопасности кампуса, прежде чем необъяснимо стал офицером полиции. Кажется, он дружит с профессором Шоном Гаррити, называя его по имени. Он исследует тело, которое выпадает из биологических лабораторий из-за Бритты; рассказывает Джеффу и Энни об опасностях перестрелок с применением оружия; обыскивает квартиру домовладельца Троя и Эбеда; назначает Эбеда психологом для того, чтобы тот пробрался в кампус Гриндейла для расследования подмены декана Пелтона Ченгом; помогает расследовать попытку взлома колледжа. Он относиться к учебной группе как к старым друзьям и удивляться, что они держат человека, которого они знают в течение пяти лет, на расстоянии вытянутой руки.

#### Стивен Спрек
Декан Стивен Спрек (Джордан Блэк) — деканом конкурирующего городского колледжа, который предпринимает несколько подрывных попыток, чтобы закрыть Гриндейл, в том числе спровоцировал тотальную пейнтбольную войну на кампусе Гриндейла. Как и декан Пелтон, он, кажется, имеет неоднозначную сексуальность. Он появляется ненадолго во время монтажа в конце третьего сезона, по-видимому, формируя другой заговор. В четвёртом сезоне выясняется, что он работает с Ченгом, чтобы саботировать Гриндейл, и имеет чертежи гигантского механического паука. Последнее стремление Спрека нанести вред Гриндейлу происходит в шестом сезоне — хотя сам Спрек не появляется, городской колледж запускает рекламный ролик, оскорбляющий Гриндейл, утверждая, что он выдал степень собаке. Джефф и учебная группа снова срывают планы городского колледжа, публикуя свою рекламу, которая вместо того, чтобы напасть на Спрека, даёт честный комментарий о том, как Гриндейл должен «подобрать своё дерьмо». Спрек и городской колледж больше не появляются в сериале, хотя их кратко подозревают в том, что они наняли профессионального пейнтболера, чтобы уничтожить Гриндейла во время игры в пейнтбол.

#### Гилберт Лоусон
Гилберт Лоусон (Джанкарло Эспозито) — личный помощник Корнелиуса Хоуторна, управляющий его имуществом и внебрачный сын (таким образом, сводный брат Пирса). Согласно завещанию Корнелиуса, Пирс и учебная группа играют в «Путешествие в центр Хоукторна», чтобы получить своё наследство. Узнав, что Корнелиус отказался принять Гилберта, когда он был жив, группа соглашается позволить Гилберту претендовать на наследство. Позже он становится соседом Пирса по особняку.

#### Сиськи Энни
Сиськи Энни (Кристал) — питомец Троя, обезьяна капуцин. Получил имя Сиськи Энни благодаря конкурсу, который проводился через личный аккаунт обезьяны в Твиттере. Трой утверждает, что учётная запись принадлежит Сиськам Энни, и, следовательно, он не может законно изменить имя обезьяны. С тех пор как Эбед освободил обезьянку, она ворует вещи, принадлежащие учебной группе, и прячет их в ближайшей вентиляции.

#### Подражатель
Подражатель (Джей-Пи Ману) — имитатор Moby, которого Ченг нанимает для подражания и замены декана Пелтона после того, как он берёт на себя управление колледжем.

## Гостевые персонажи
- Медбрат Джеки (Пэттон Освальт) — медбрат в Гриндейле. Он считает себя «Ястребиным глазом» (персонаж книги, фильма и сериала «Военно-полевой госпиталь») Гриндейла.
- Корнелиус Хоуторн (Ларри Седар) — властный отец Пирса. Расист и гомофоб. Корнелиус носит парик, вырезанный из слоновой кости, чтобы избежать появления волос от азиатов. Он умирает от сердечного приступа после того, как Джефф сказал ему, что он отвратительный отец и динозавр, который знает, что весь мир (включая его сына) ненавидит его. Корнелиус с юных лет плохо обращается со своим сыном Пирсом.
- Джереми Симмонс (Аарон Химелстейн) — студент городского колледжа, который является основным конкурентом дискуссионной группы Гриндейла.
- Дорин (Шэрон Лоуренс) — эскортница, которую Пирс встречает на курсе по маркетингу, а затем вступает с ней в отношения. После того, как она бросает его во время школьного бала, он занимает деньги, чтобы заплатить за её компанию.
- Майк Чилада (Энтони-Майкл Холл[24]) — студент Гриндейла. Хулиган, который вступил в большую драку с учебной группой перед Рождеством.
- Бадди Остин (Джек Блэк[25]) — студент Гриндейла, который, хотя его никто никогда не замечал, был членом курса испанского языка, который преподавал сеньор Ченг. Он отчаянно хочет присоединиться к учебной группе, и, несмотря на его раздражающее поведение, в конце концов попадает в неё. Однако он присоединяется к более прохладной учебной группе, в которую входит Звезданутый, а возглавляет её Оуэн Уилсон.
- Мадам ЛеКлер (Твинк Каплан) — профессор балета в Гриндейле.
- Тренер Герберт Богнер (Блейк Кларк[26]) — тренер по физическому воспитанию, который преподаёт бильярд в Гриндейле. Он вступает в конфликт с Джеффом, который отказывается носить спортивные шорты при игре в бильярд, и они сталкиваются в бильярдном матче, который оба заканчивают голыми.
- Раввин Ченг (Том Йи) — старший, критический брат сеньора Ченга с большим количеством неразрешённых проблем между ними. Как бы ни казалось, что братья находятся в ссоре, сеньор Ченг приходит на помощь своему брату и сражается за его честь с Пирсом.
- Эмбер (Кэтарин МакФи) — одна из тридцати двух бывших Падчериц и пасынков Пирса, которая притворяется, что любит его, и приходит на День семьи, так как он отправляет ей большие суммы денег. Она и Джефф разделяют взаимное влечение, что практически приводит к сексу, пока Джефф не узнает, как она эксплуатирует Пирса.
- Нана Барнс (Фрэн Беннетт) — бабушка Троя, которую он боится и избегает. Бритта утверждает, что к пожилым людям следует относиться с уважением, но Нана недовольна тем, что их называют старыми, и настаивает, что Бритту нужно отшлёпать.
- Абра (Эмили Гамрави) — кузина Эбеда, который носит паранджу. Вопреки требованиям дяди Гоби, она ускользает, чтобы снять паранджу и повеселиться в День семьи в Гриндейле, а Ширли помогает ей незаметно пробраться обратно.
- Профессор Мэрион Холли (Тони Хейл[27]) — профессор гончарства в Гриндейле. В то время как его курс кажется очень лёгким и проходным, у него есть политика нулевой терпимости для студентов, которые шутят о гончарной сцене из фильма «Привидение» 1990 года и из-за этого вступает в конфликт с Джеффом. У него есть привычка называть своих учеников «моя черничка».
- Адмирал Ли Слотер (Ли Мэйджорс) — грубый преподаватель корабельного дела в Гриндейле, который ведёт свои занятия на парусной яхте на парковке колледжа.
- Тед (Дрю Кэри) — бывший босс Джеффа. Он основал юридическую фирму «Хэмиш, Хэмиш и Хэмлин», собрав вокруг себя людей, которые не задаются вопросом о странной дыре в его правой руке. У него и Джеффа хорошие отношения, о чём свидетельствует его предложение Джеффу консультативной работы в фирме, пока Джефф ещё учится в Гриндейле. Алан Коннор утверждает, что Тед умер (съеден акулами), и что Алан сейчас является главой фирмы, но это не подтверждается.
- Меган (Хилари Дафф) — лидер группы «дрянных девчонок» в Гриндейле, которые вступают в конфликт с Бриттой, Энни, Ширли и Эбедом.
- Джошуа (Мэтт Уолш) — садовник в Гриндейле, который скрывает тайный батут в кампусе, который даёт людям духовное спокойствие, когда они прыгают на нём. Его увольняют, когда Пирс раскрывает всему колледжу тайный батут, сломав прыгая на нём ноги. Оказывается, Джошуа убеждённый расист.
- Левар Бёртон появляется в роли себя, когда Пирс нанимает его, чтобы он встретился с Троем, который, несмотря на то, что смотрел на Бёртона как на образец для подражания, надеялся никогда не встретиться с ним лично, опасаясь разочаровать его. Левар также помогает Бритте понять, что она хороший друг, но не умеет обращаться с деньгами. Он сопровождает Троя во время его кругосветного плавания, а позже выясняется, что они были захвачены пиратами.
- Пейдж (Брит Марлинг) — студентка Гриндейла, которая подружилась с Бриттой. Бритта считает, что Пейдж лесбиянка, и использует свою дружбу с ней, чтобы показать свою непредубеждённость. Энни узнает от подруги Пейдж, что она гетеросексуальна и интересуется Бриттой по тем же причинам, по которым Бритта интересуется ей. Бритта и Пейдж в конце концов понимают, что ни одна из них не является лесбиянкой, и ссорятся из-за этого.
- Специальный агент Робин Волерс (Элиза Куп) — бесстрастный агент секретной службы, которая разведывает Гриндейл, готовясь к приезду вице-президента Джо Байдена. Ей нравится Эбед, с которым она имеет несколько сходств. Кажется, что эти двое испытывают чувства друг к другу настолько, что Волерс пытается сделать его угрозой национальной безопасности, чтобы она могла проводить с ним больше времени, а Эбед говорит, что может сделать напалм из мыла и кошачей еды. Всё заканчивают тем, что они устраивают «свидание», смотря фильм «Руконогий» в бинокль из её фургона на стоянке после прослушивания комнаты Эбеда.
- Профессор Питер Шеффилд (Стивен Тоболовски) — профессор в Гриндейле, который разжигает академическое соперничество с Эбедом. Он является автором «Кто на самом деле?» и «Что творилось?», критических анализов телесериалов «Кто здесь босс?» и «Что творится!!». Как и у профессора Дункана, его академические теории и гордость в конечном итоге разрушены исключительными способностями Эбеда.
- Чёрный всадник (Джош Холлоуэй) — таинственный профессиональный пейнтбольный игрок, нанятый городским колледжем для победы в пейнтбольном соревновании в конце второго сезона. Он проходит онлайн-курс в Гриндейле и раздражает Джеффа, который чувствует себя неуверенно рядом с ним из-за его привлекательной внешности.
- Профессор Клигорис (Мартин Старр) — учитель истории в Гриндейле, который помогает Энни сделать гриндейлскую модель Организации Объединенных Наций. Он одержим историей модели ООН.
- Луис Гусман самый известный выпускник Гриндейла, появляется в роли самого себя, чтобы помочь снять новую телевизионную рекламу колледжа. Ранее декан Пелтон заказал его статую для кампуса. Как и учебная группа, Гусман признаёт неполноценность общественного колледжа Гриндейла, но считает его милым из-за хороших времён, проведённых там.
- Юрген (Ник Кролл) — лидер группы немецких студентов по обмену в Гриндейле, который очень хорошо играет в настольный футбол.
- Карл (Алекс Шеммер) — член группы немецких студентов по обмену в Гриндейле. Он становится другом Эбеда после того, как выясняется, что у него есть персонаж по имени «Доктор Блиц», который спас персонажа Эбеда «Космический охотник 8032» в онлайн-игре Spawncraft. Он любит кровяную колбасу.
- Лукас (Алекс Кляйн) — член группы немецких студентов по обмену в Гриндейле. Он любит воздушные шары.
- Рейнгольд (Крис Диамантопулос) — брат Юргена, который хочет отомстить учебной группе, многократно резервируя место в их учебной комнате.
- Профессор Кори Рэдисон (Таран Киллам) — весёлый, но обманчиво интенсивный учитель хоровой группы в Гриндейле. Когда текущая группа испытывает нервный срыв, он просит учебную группу заменить их для праздничного театрализованного представления. В конечном итоге они соглашаются, но он покидает школу, как только выясняется, что он вызвал аварию автобуса, которая убила предыдущую хоровую группу.
- Винни (Френч Стюарт) — менеджер «The Doppel Gang», компании, которая сдаёт в аренду двойников знаменитостей, имитируя самого Френча Стюарта. После того, как Эбед влезает в долги после чрезмерного использования сервиса, Винни заставляет группу работать на него на бар-мицва.
- Сабуэй (Трэвис Шульдт) — человек, нанятый сетевым рестораном «Subway» посещать Гриндейл, чтобы они могли открыть там филиал. Законно поменял своё имя с Рика на Сабуэй. Он нарушает правила компании, когда влюбляется в Бритту, и поэтому компания заменяет его. Он также символизирует теорию Бритты о том, что современные корпорации «принимают человеческий облик». Позже он появляется уже представляя «Honda» в партизанской маркетинговой кампании.
- Блейд (Кирк Фокс) — беспечный бывший парень Бритты, который работает на карнавале. Джефф ревнует к его необъяснимому магнетизму.
- Альтер-Пирс — комедийная версия Пирса, сыгранная актёром Фредом Уиллардом в фантазиях Эбеда.
- Тоби Уикс (Мэтт Лукас) — самый большой в мире фанат Инспектора Континуум. Он пытается похитить Эбеда на съезде фанатов этого сериала, но его остановливает Трой.
- Уильям Уингер-старший (Джеймс Бролин) — отец Джеффа, который бросил их с матерью, когда он был ещё ребенком. Отъезд Уильяма ответственен за многие эмоциональные проблемы Джеффа, и на протяжении большей части сериала Джефф не может решить связаться ли ему с ним или нет. В конечном итоге они проводят вместе День благодарения, когда выясняется, что Уильям — дерзкое, эмоционально отдалённое отражение Джеффа из ранних серий. После некоторой нерешительности Джефф в конечном итоге рассказывает Уильяму о том, какой вред нанёс ему его отъезд.
- Уильям Уингер-младший (Адам ДиВайн) — сводный брат Джеффа, о котором он не знал до четвёртого сезона. Несовершеннолетний, эмоциональный человек, оказавшийся в состоянии задержанного развития. Воспитан в одиночестве своим нелюбимым отцом, после того как его мать умерла.
- Арчи ДеКост (Зак Пёрлман) — избалованный планокур из богатой семьи, которого декан Пелтон пытается заманить в Гриндейл.
- Тренер Джейсон Чепмен (Иэн Робертс) — самоуверенный инструктор по физкультуре в Гриндейле, который преподаёт у Троя и Ширли.
- Горный человек (Джейсон Александер) — дружелюбный, но загадочный выпускник Гриндейла, который живёт в лесу. Учебная группа сталкивается с ним, когда они терпят крушение на воздушном шаре в дикой местности.
- Марк (Джо ло Трульо) — один из бывших партнёров Джеффа по юридической фирме, где у него было прозвище «Кэш», а у Джеффа «Танго». Он предлагает Джеффу партнёрство в своей юридической фирме, утверждая, что Джефф по-прежнему отличный юрист. Позже Джефф отклоняет предложение Марка, вместо этого решив искать другую фирму ближе к Гриндейлу, чтобы оставаться рядом с учебной группой.
- Мистер Стоун (Уолтон Гоггинс) — человек, нанятый Пирсом, чтобы провести тест на детекторе лжи для учебной группы.
- Боб Уэйт (Нейтан Филлион) — главный попечитель Гриндейла. Хотя пятно, что он ловкий политик, одной из его главных проблем является сложность получения доступа к интернет-порнографии на территории кампуса.
- Дебра Чемберс (Пэйджет Брюстер) — руководитель отдела информационных технологий в Гриндейле.
- Уолдрон (Роберт Патрик) — начальник отдела парковки в Гриндейле.
- Кэрол (Кэти Леклер) — глухая студентка Гриндейла. Она подружилась с Эбедом, но позже выяснилось, что Бритта заплатила ей за это, а затем испортила одно из его любимых шоу под названием «Родословные завоеваний» в качестве мести за то, что Эбед испортил то же шоу для Бритты.
- Куглер (Митчелл Хурвиц) — студент среднего возраста, живущий в Гриндейле, чьи выходки напоминают выходки героев из фильмов «Гольф-клуб» и «Зверинец». Его популярность и стиль жизни не соответствуют его возрасту.
- Девон (Винс Гиллиган) — актёр и ведущий VCR-игры «Куча пуль».
- Хэнк Хики (Дэвид Кросс) — сын Базза Хики, с которым у него натянутые отношения.
- Рональд Мохаммед (Майкл МакДональд) — эксцентричный специалист по оценке страховки, который оценивает стоимость Гриндейла как собственности. Это приводит к тому, что колледж продают ресторану «Subway».
- Рассел Борхерт (Крис Эллиотт) — был первым деканом Гриндейла и безумно гениальным профессором компьютерных технологий. Он тайно жил под Гриндейлом с девушкой-роботом в течение десятилетий. Борхерт Холл, бассейна Гриндейла, предположительно назван в его честь.
- Профессор Роджер ДеСальво (Мэтт Берри) — самозваный мошенник, который преподаёт курс аферы в Гриндейле, при этом сам являясь аферистом. Он был уволен деканом Пелтоном после попытки своровать у Гриндейла 50 тысяч долларов за поддельные травмы.
- Скранч (Сет Грин) — воображаемый член комитета по делам, который появляется в видении Джеффа о том, насколько сложной будет его жизнь в Гриндейле, если все его друзья уйдут. Скранч настаивает на том, что работа Джеффа состоит в том, чтобы делать всю работу, в то время как остальная часть работы группы состоит в том, чтобы тусоваться.

## Вымышленные персонажи

### Инспектор Континуум
Инспектор Континуум (Трэвис Ричи) — главный герой британского научно-фантастического сериала под названием «Инспектор Континуум», который выходит в эфир в течение пятидесяти лет и имеет много общего с «Доктор Кто» (оба являются британскими научно-фантастическими сериалами, которые транслируются в течение примерно пятидесяти лет). Вместе с его приятелем констеблем Реджи (похожим на спутника в «Доктор Кто») он путешествует в пространстве и времени, сражаясь с такими существами, как «Блоргоны». Начиная с третьего сезона, Эбед и Трой становятся главными поклонниками сериала и часто выдают себя за Инспектора и Реджи.

### Констебль Реджи
Констебль Реджи (Дервин Реджи) — второстепенный персонаж сериала «Инспектор Континуум», помощник Инспектора. В отличие от Инспектора, который является инопланетянином, Реджи — человек.

### Руконогий
Руконогий (Дерек Мирс) — главный герой в серии второсортных боевиков, которые Трой и Эбед высмеивают, оставаясь при этом их фанатами. Удары его рук имеют силу ударов его ног. Он кибернетически усиленный полицейский, напоминающий Робокопа. Его зовут Дэвид.

### Пилот вертолёта
Пилот вертолёта (Энди Дик) — крошечный человек, которого видит в галлюцинациях Пирс, когда он принимает свои болеутоляющие после перелома ног на батуте. Он часто даёт Пирсу плохие советы.

### Злой Эбед
Злой Эбед (Дэнни Пуди) — плод воображения Эбеда, который мучает его как своего заклятого врага. Идентичен Эбеду, за исключением злодейской бородки. Он родом из самой мрачной временной шкалы. Он возвращается, чтобы отомстить Эбеду и учебной группе в финале третьего сезона. Его бородка имитирует бородку, которую носил «Зеркальный Спок» в «Звёздный путь: Оригинальный сериал» в эпизоде «Зеркало, Зеркало».

## Персонажи из вэб-эпизода
- Доктор Пэт Исаксон (Дэн Хармон) — усатый, неловкий, вспыльчивый декан приёмной комиссии Гриндейла и профессор женских исследований.
- Броди Лейц (Рэндалл Парк) — президент студенческого сообщества Гриндейла. Парк позже появляется в шестом сезоне сериала в роли себя.